# Cathédrale Saint-Maurice d'Angers
Pour les articles homonymes, voir Cathédrale Saint-Maurice.
La cathédrale Saint-Maurice d'Angers, en France, est l'église cathédrale du diocèse d'Angers.
L'œuvre est intermédiaire entre les styles roman et gothique. La cathédrale est un témoignage de l'art gothique angevin.
La cathédrale d'Angers fait l’objet d’un classement au titre des monuments historiques par la liste de 1862.

## Histoire
Au début du XIe siècle, l'évêque Hubert de Vendôme (1006-1047) fait construire une nouvelle cathédrale romane à nef unique, qui est consacrée le 16 août 1025. À peine achevé, cet édifice brûle en 1032.
L'évêque Geoffroy de Tours remet la cathédrale en état durant la seconde moitié du XIe siècle. L'autel du crucifix est béni en 1051 et le nouveau maître-autel est consacré en 1096.
Peu après les évêques Renaud de Martigné (1102-1125) et Ulger (1125-1148) entreprennent la reconstruction de ce lieu de culte. Celle-ci se déroule progressivement sous l'impulsion notamment des évêques Normand de Doué (1148-1153) et Guillaume de Beaumont.
Normand de Doué et Guillaume de Beaumont font reconstruire la nef, ainsi que le monumental portail face au parvis. La nef unique s'inspire de celles de la cathédrale d'Angoulême et de l'abbaye de Fontevraud.
Les structures de base des murs de la nef, de style roman, ont subsisté jusqu'à mi-hauteur. Ils ont reçu au milieu du XIIe siècle des colonnes et des voûtes d’ogives : c'est la naissance du gothique angevin. La nef romane à vaisseau unique ouvre ainsi sur un transept et un chœur gothiques — ce dernier a été aménagé en débord sur l'enceinte tardo-antique de la cité.
Au XVIe siècle, l'architecte angevin Jean Delespine ajoute à la base des deux tours, la galerie des personnages représentant des chevaliers, compagnons de saint Maurice. Sur cette galerie, il fait élever, dans le style Renaissance, un deuxième niveau, ayant l'aspect d'une tourelle carrée surmontée d'un clocheton hexagonal dominé par la croix d'Anjou.
Les tours sont surmontées de deux flèches d'environ 75 mètres, celle du nord est édifiée en 1518 et celle du sud en 1523.
En 1806, un porche monumental (le narthex) qui s'élevait devant la façade de la cathédrale, face au parvis, est détruit pour raison de vétusté. Ce porche, de style gothique angevin, placé devant le portail d'entrée, possédait deux niveaux. Restent de nos jours, quatre arcs d'ogive, seuls témoignages de cet ancien porche médiéval. Divers projets de reconstruction sont élaborés durant le XXe siècle mais aucun d'entre-eux n'aboutit. Un nouveau porche contemporain va être construit fin 2025, en béton fibré, pour protéger les sculptures polychromes du XIIIe siècle. Il est conçu par l'architecte japonais Kengo Kuma.

## Description

### Dimensions
- Longueur totale : 90,47 mètres
- Largeur de la façade occidentale : 23 mètres
- Hauteur de la voûte de la nef : 24,7 mètres
- Largeur de la nef : 16,4 mètres (comme à Chartres)
- Longueur de la nef : 48 mètres
- Longueur du transept : idem
- Hauteur des tours : 75 mètres

### Extérieur

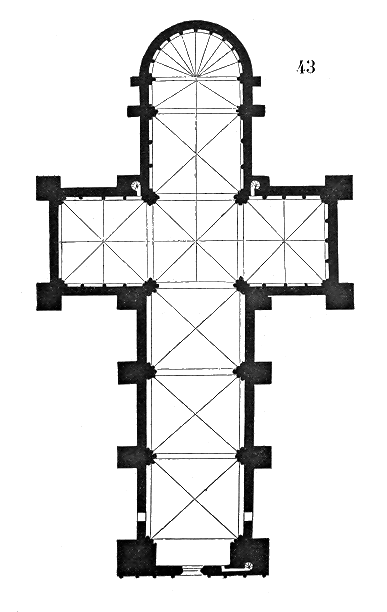
Plan de masse de la cathédrale d'Angers.
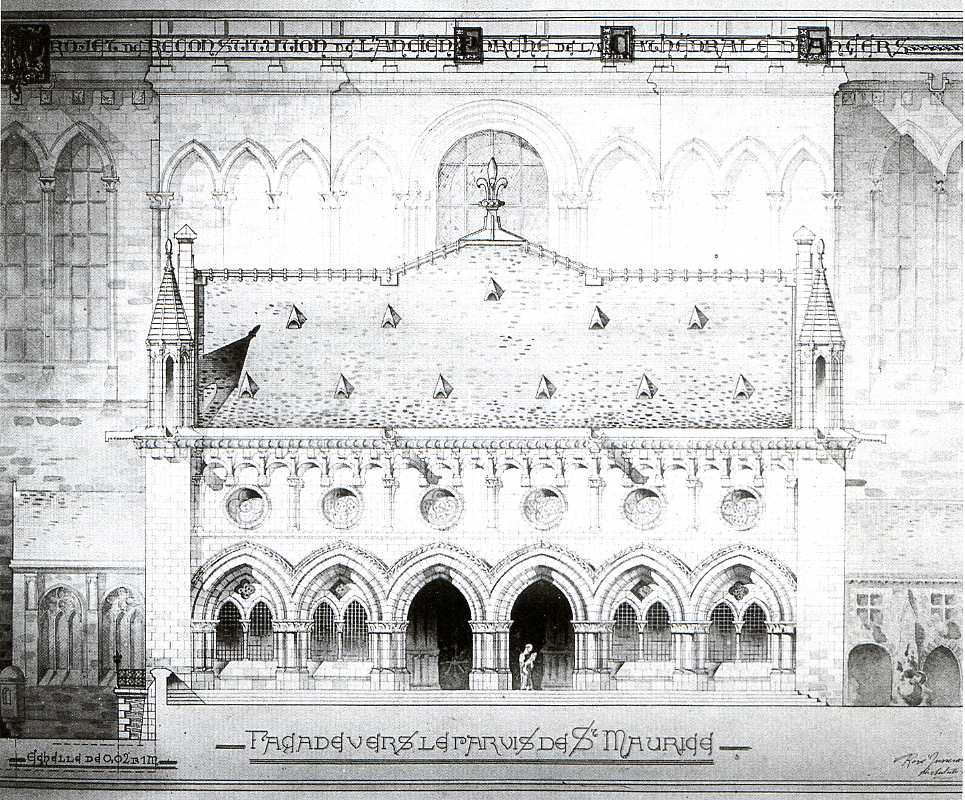
Ancien porche de la cathédrale d'Angers.
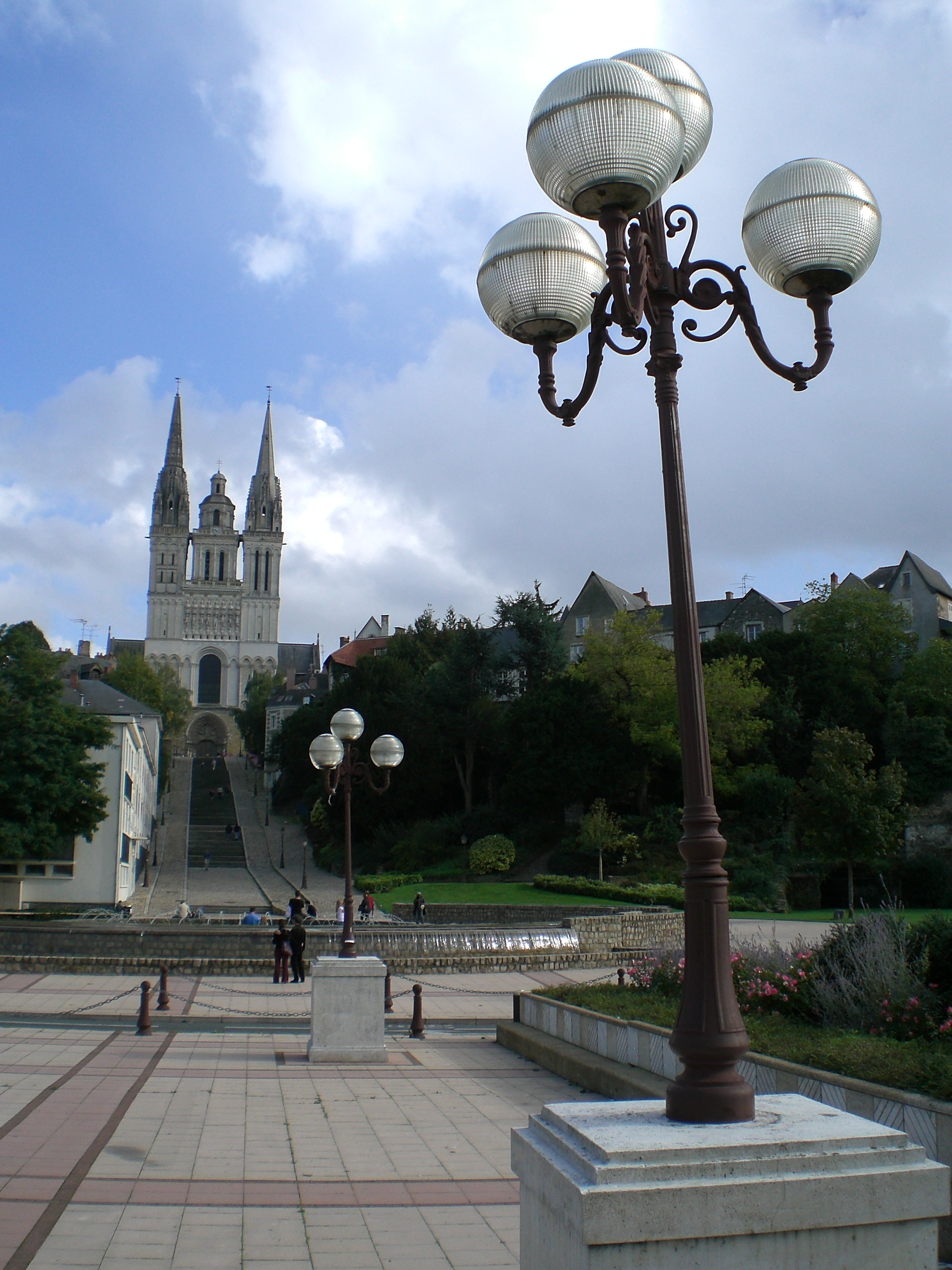
Vue éloignée.
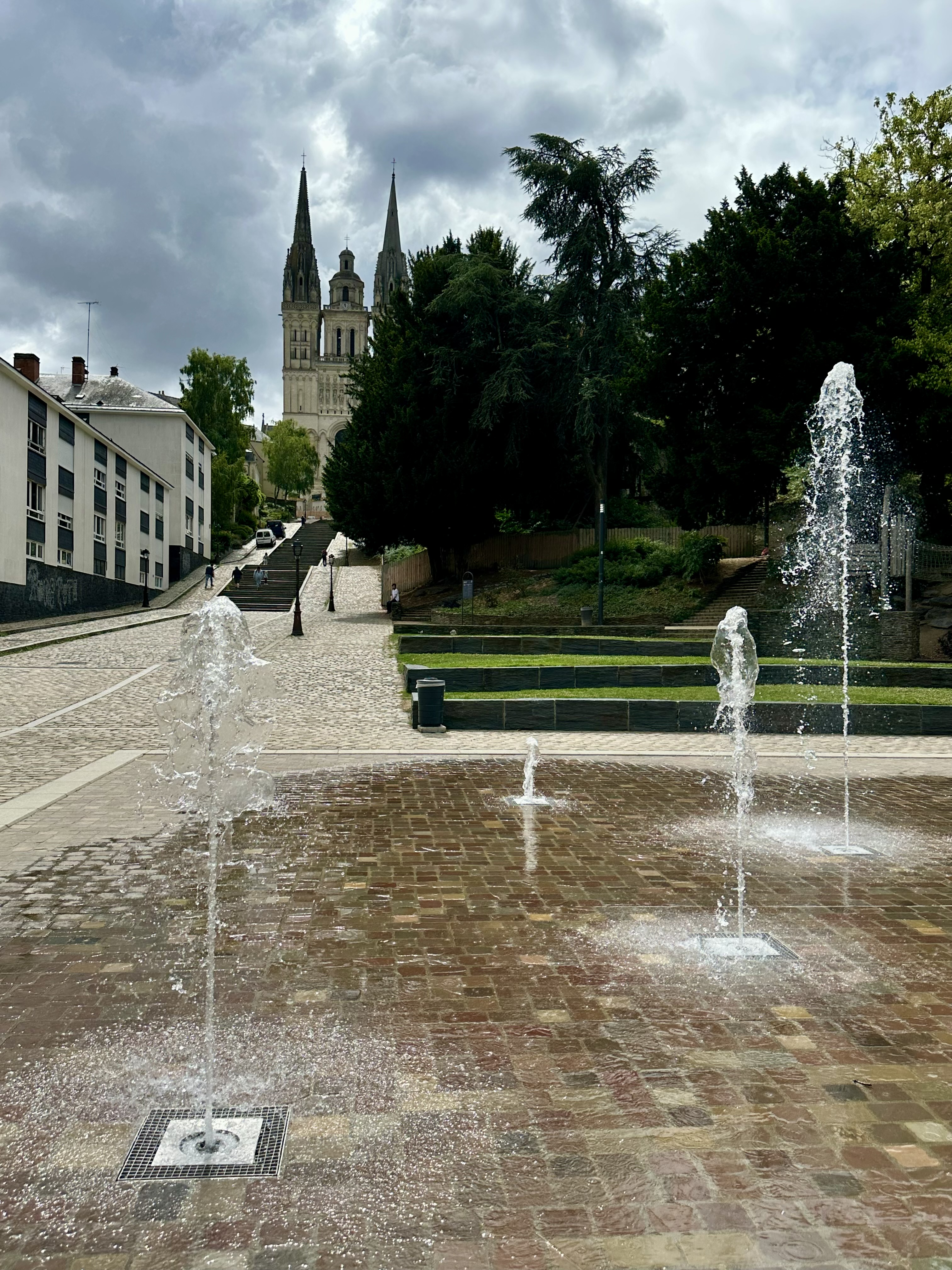
Fontaines en contrebas de la montée Saint-Maurice.
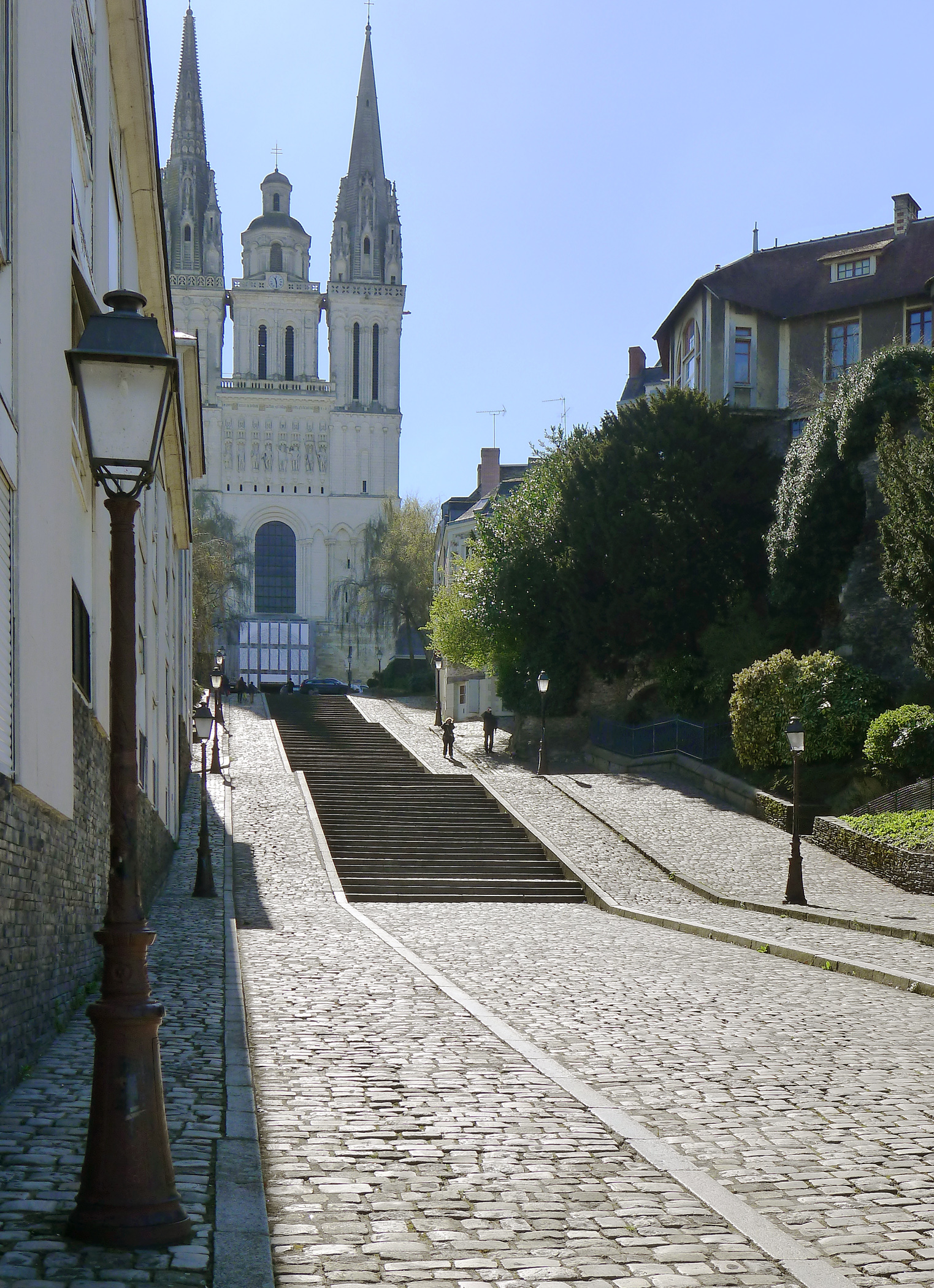
Montée Saint-Maurice.
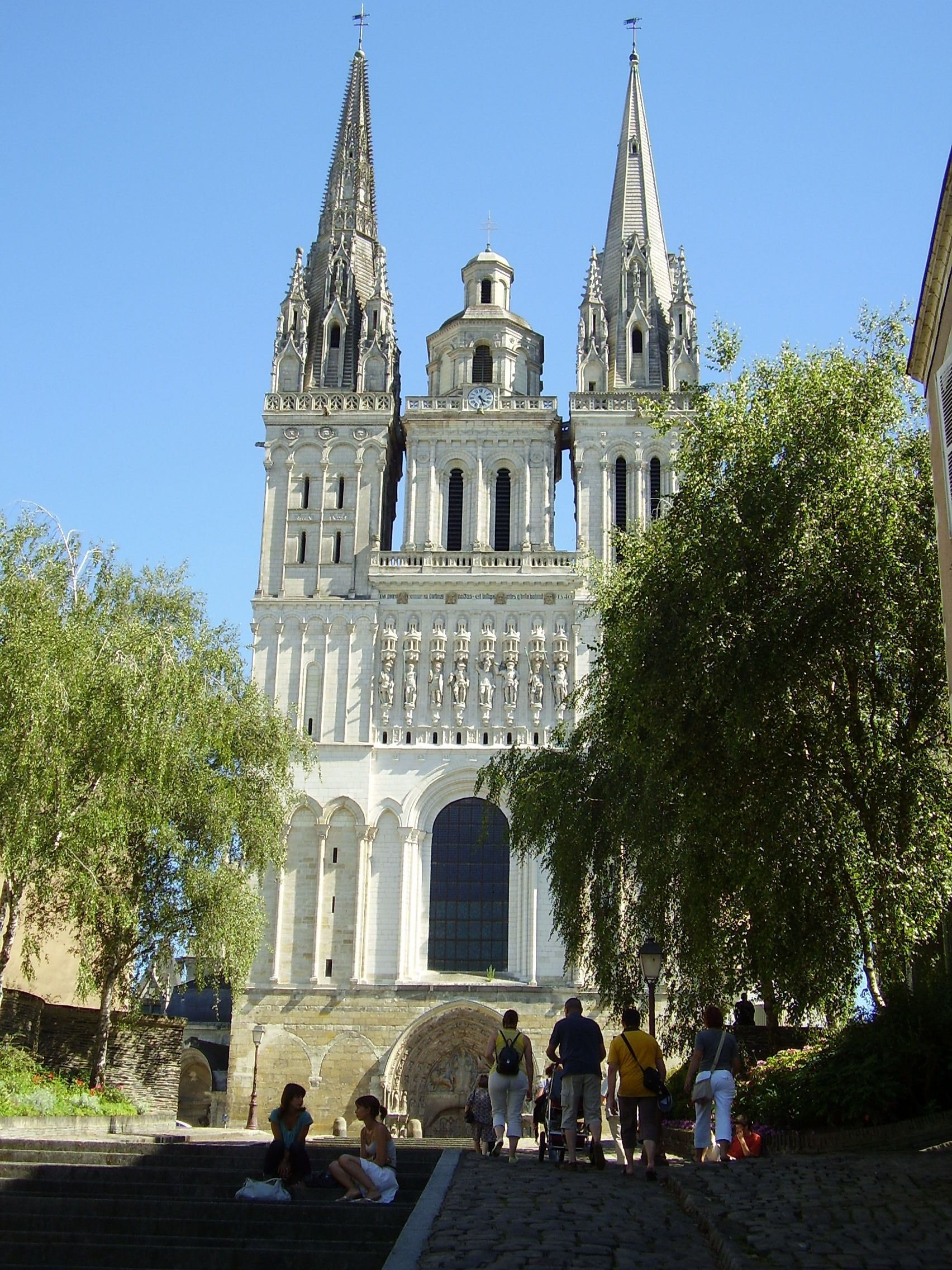
Vue globale.
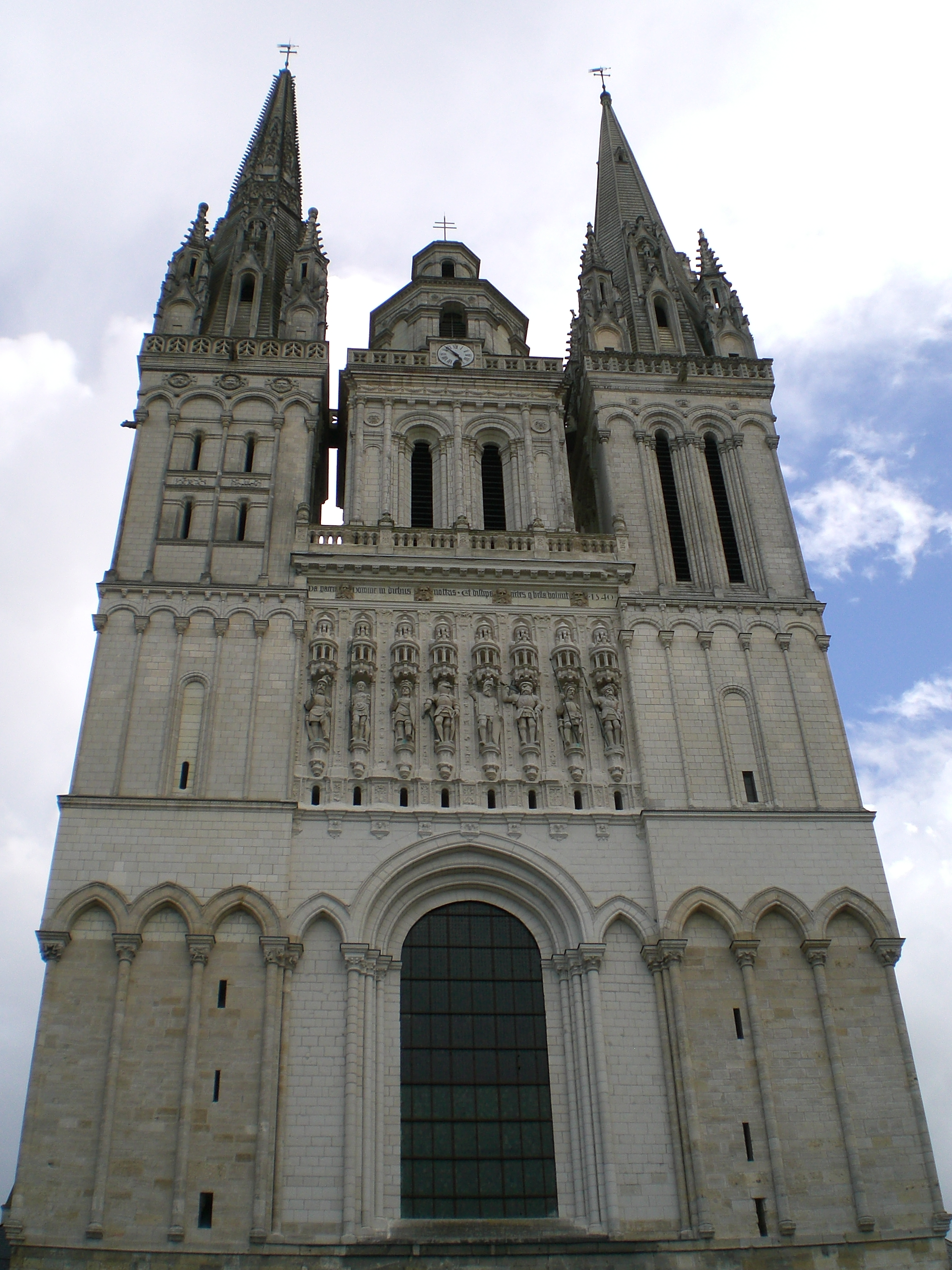
Vue de dessous.
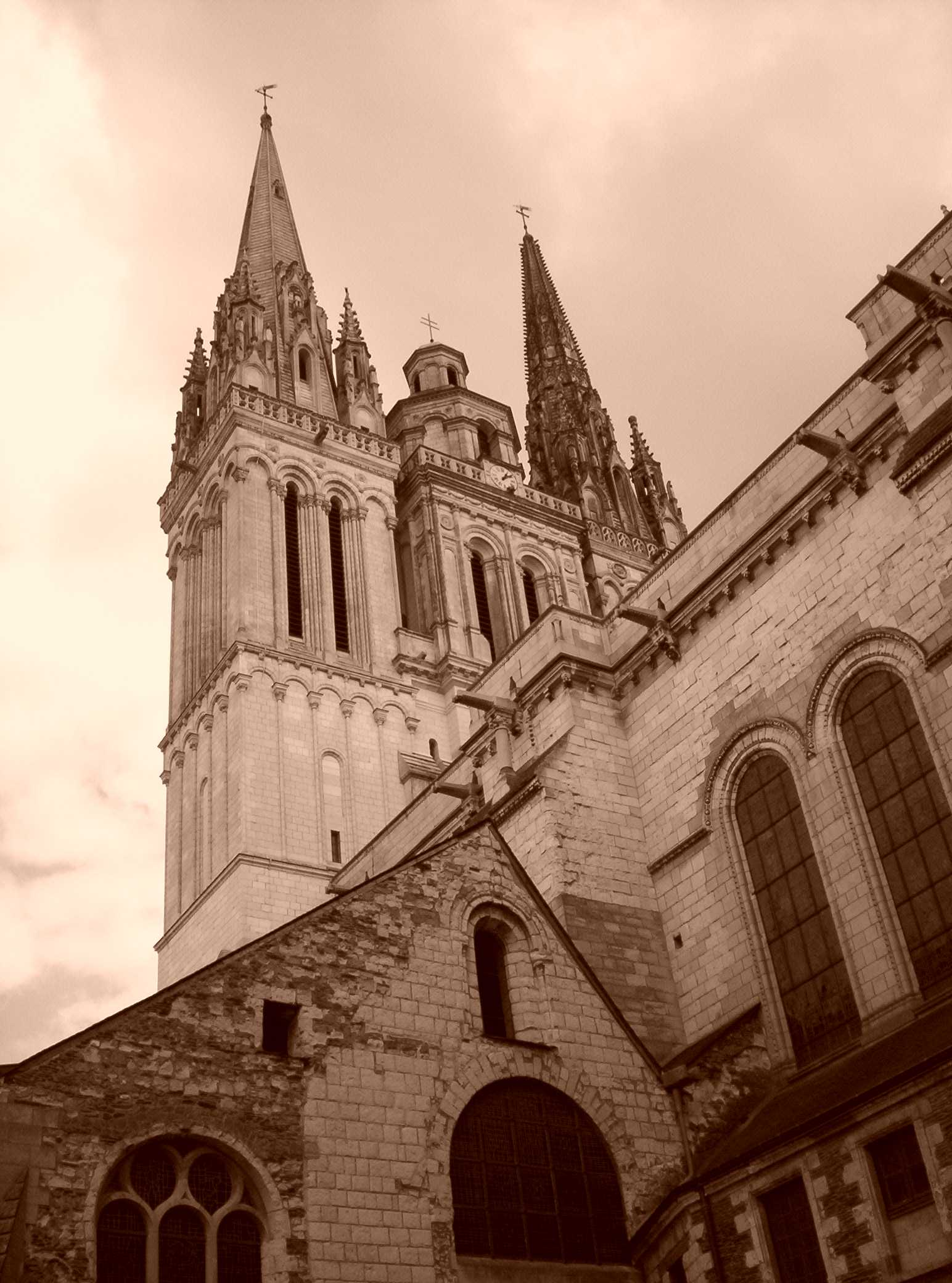
Vue arrière.
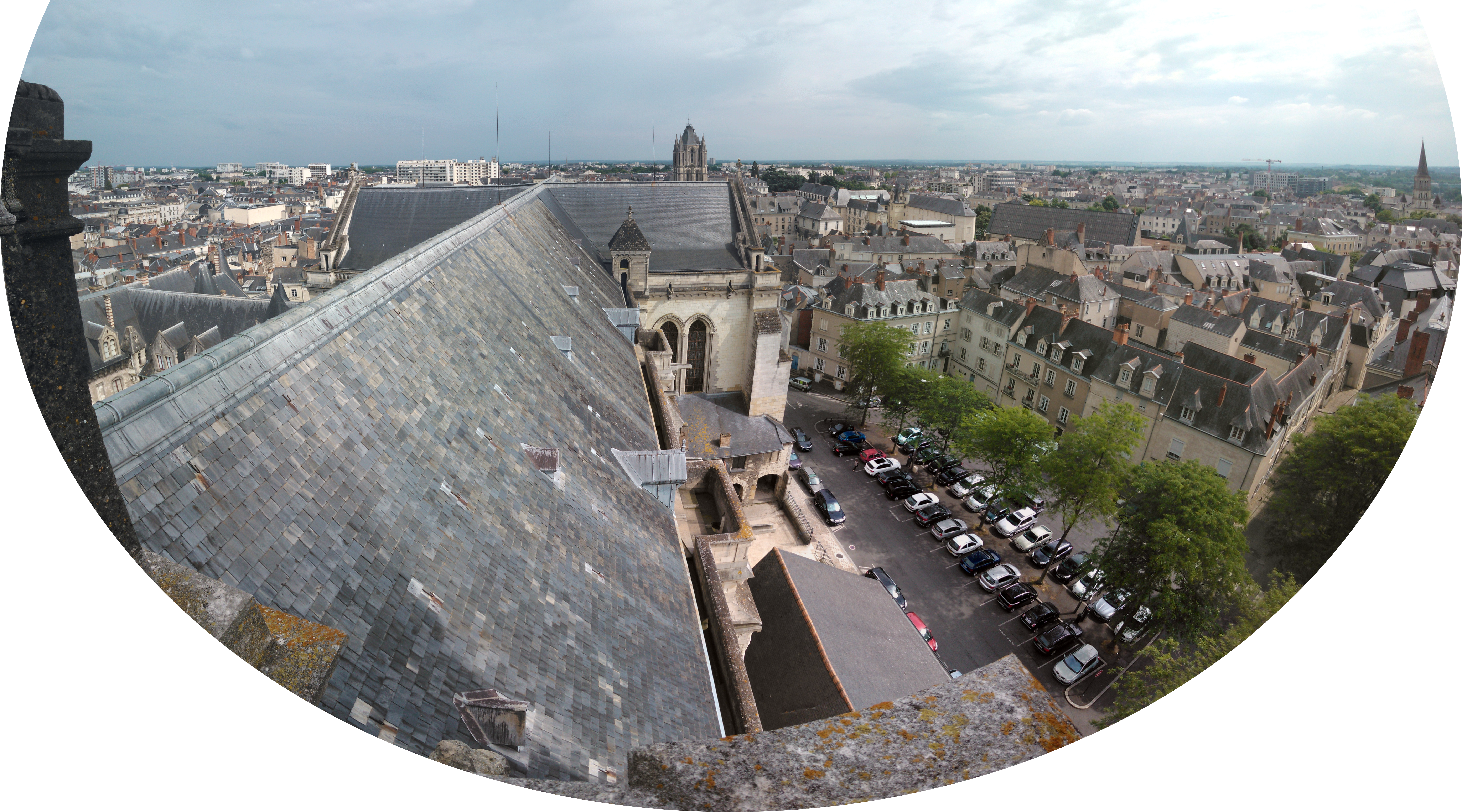
Toiture.
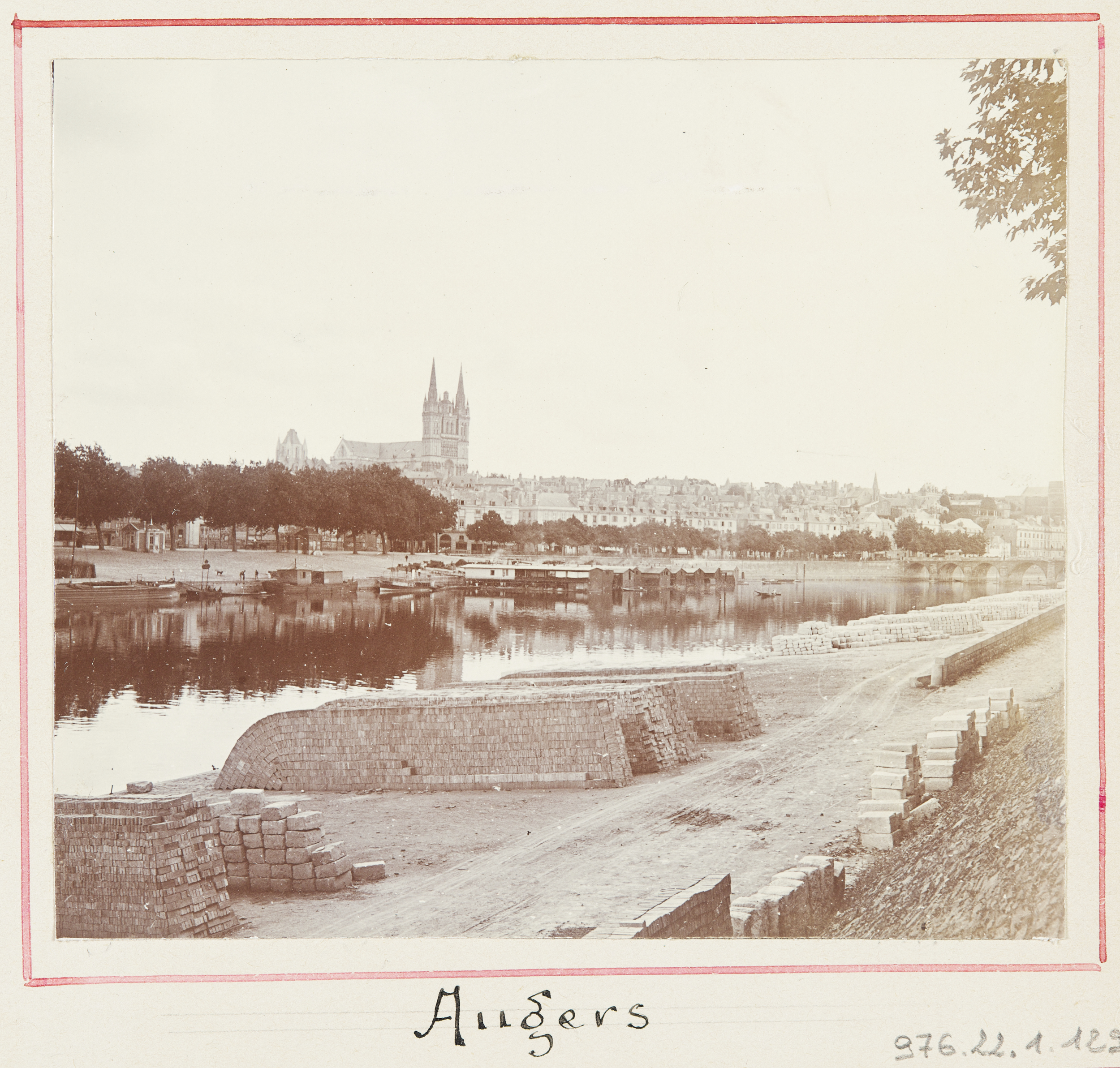
Vue depuis le quai Monge (fin XIXe siècle-début XXe siècle).
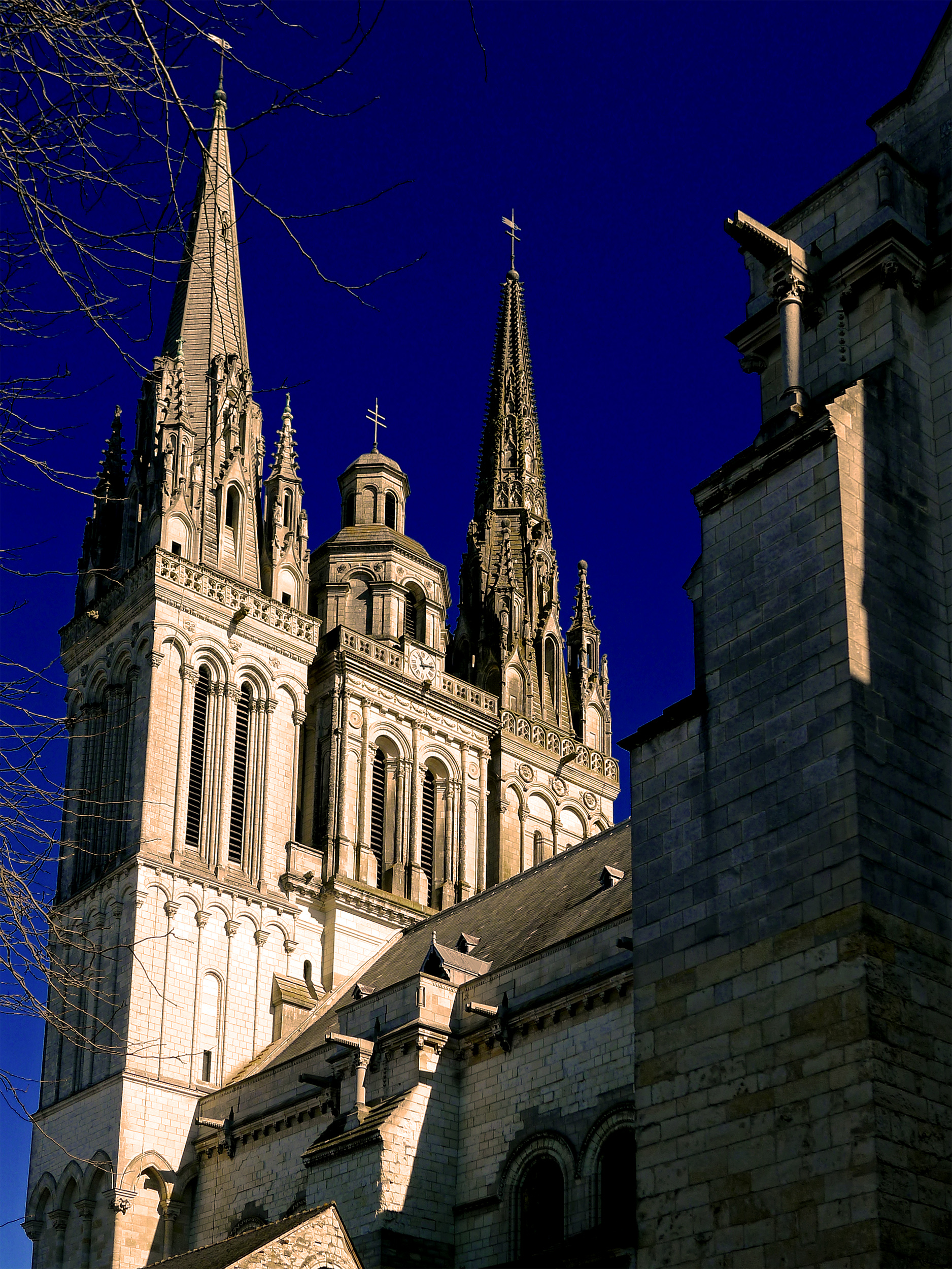
Détail des tours.
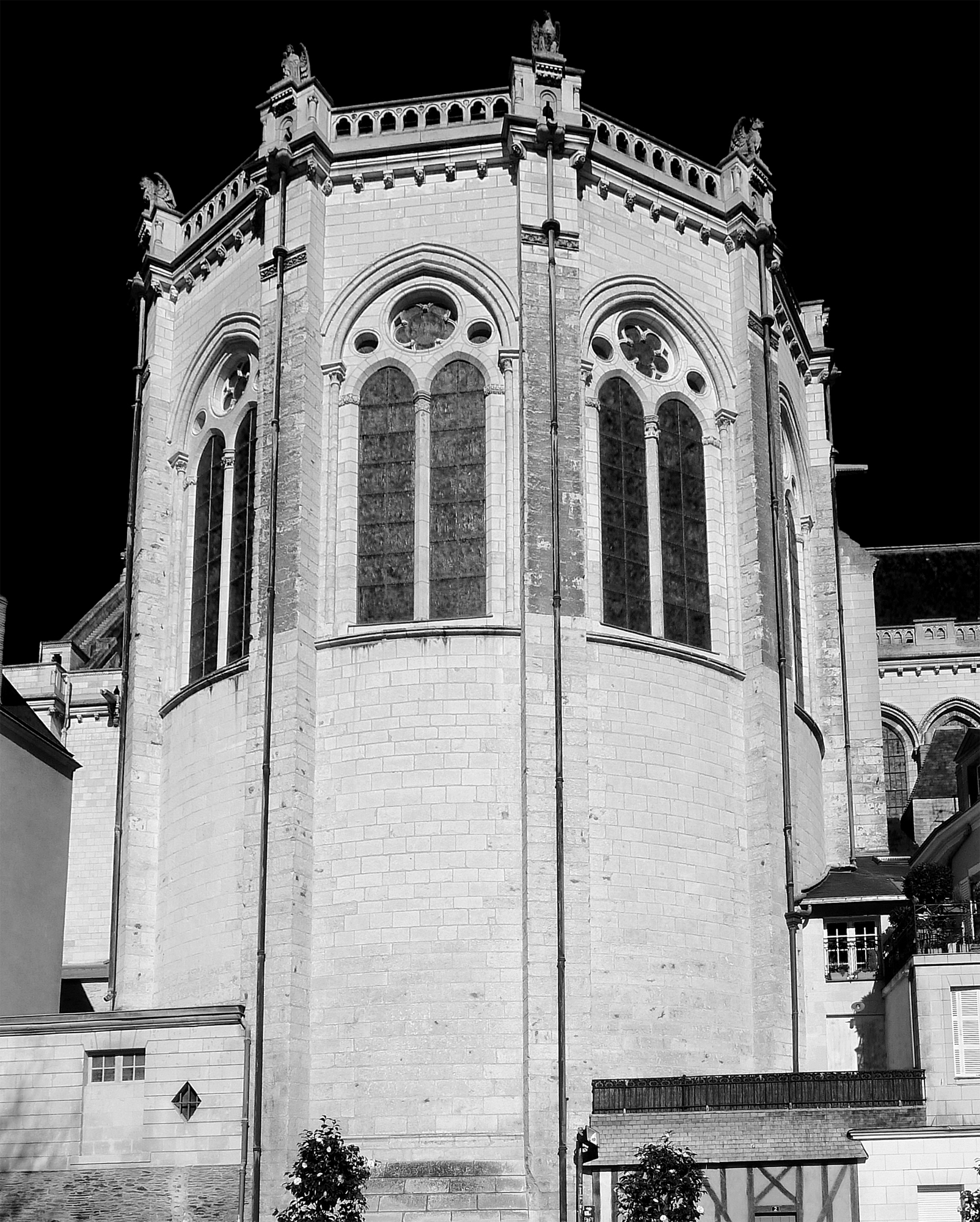
Chevet.
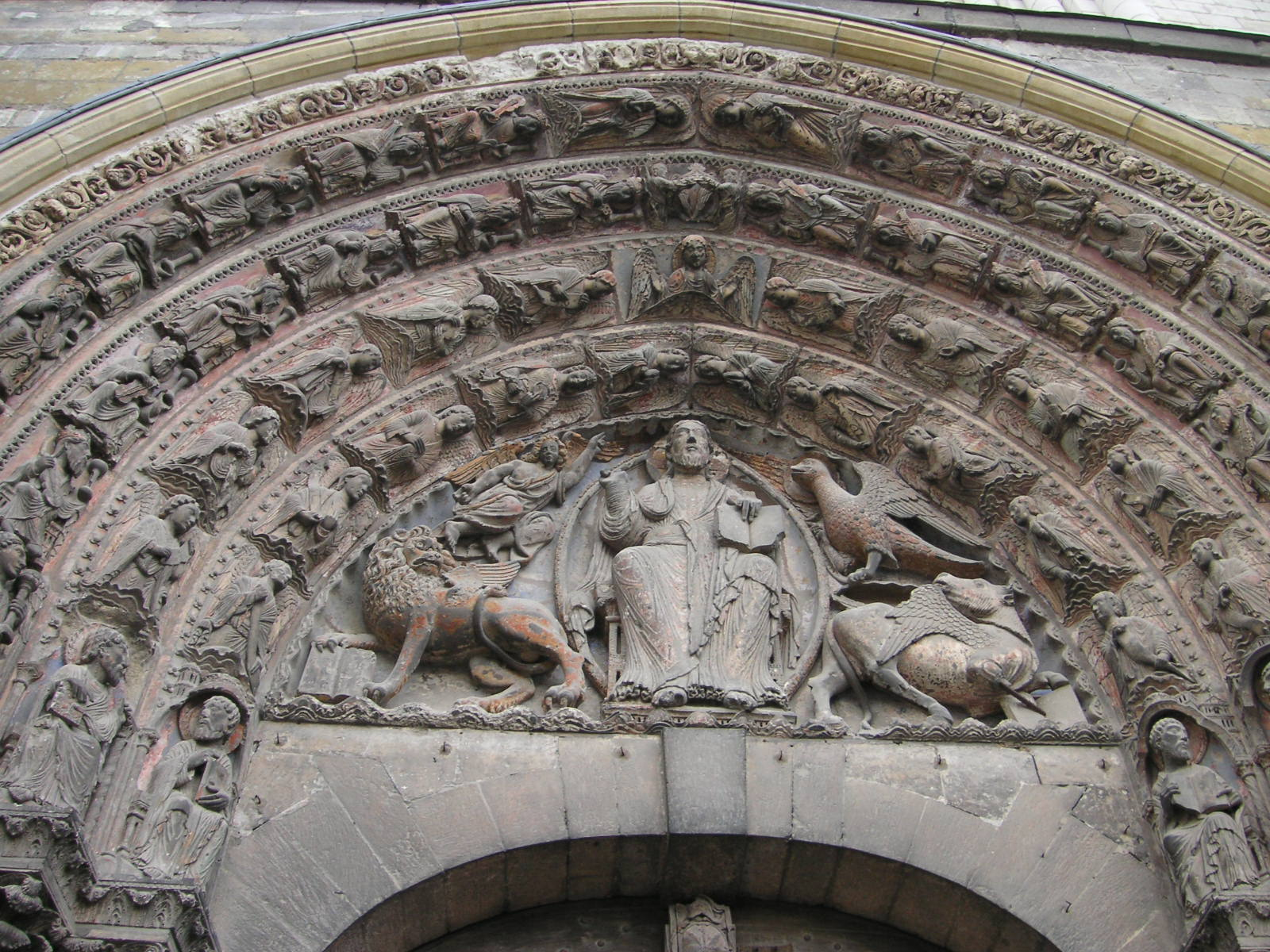
Portail de la façade occidentale.
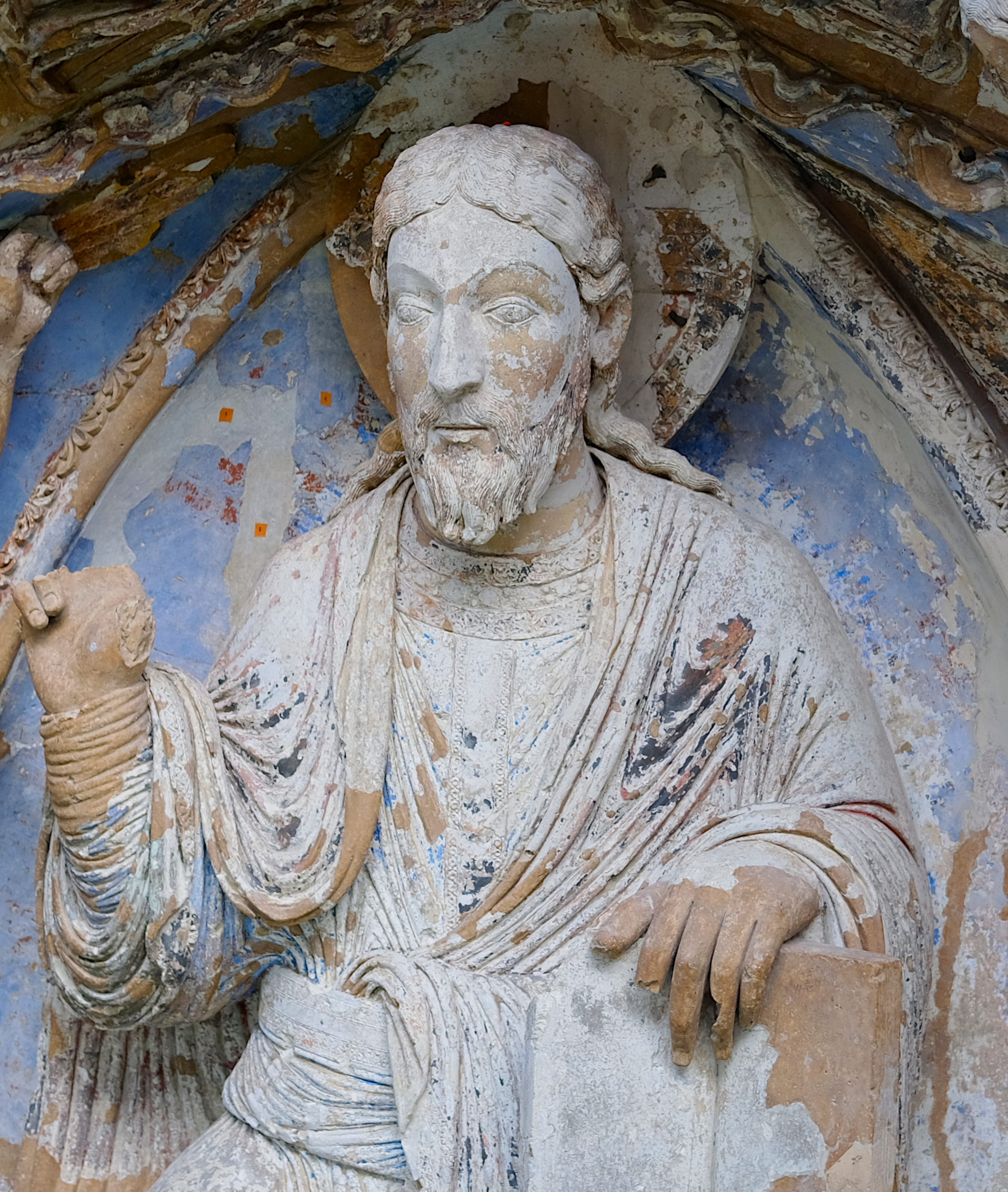
Détail du tympan en cours de rénovation (2018).
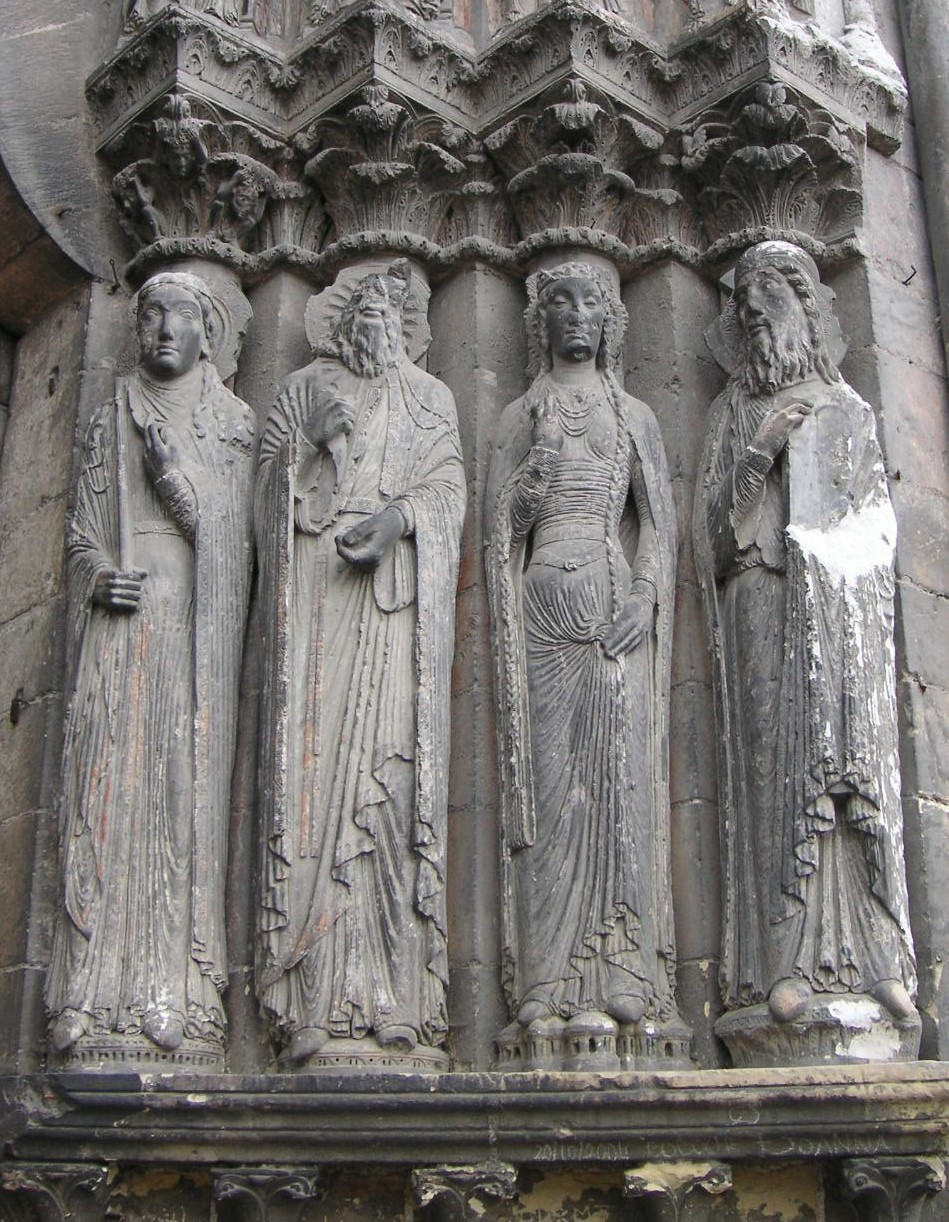
Piédroits sculptés du portail principal.
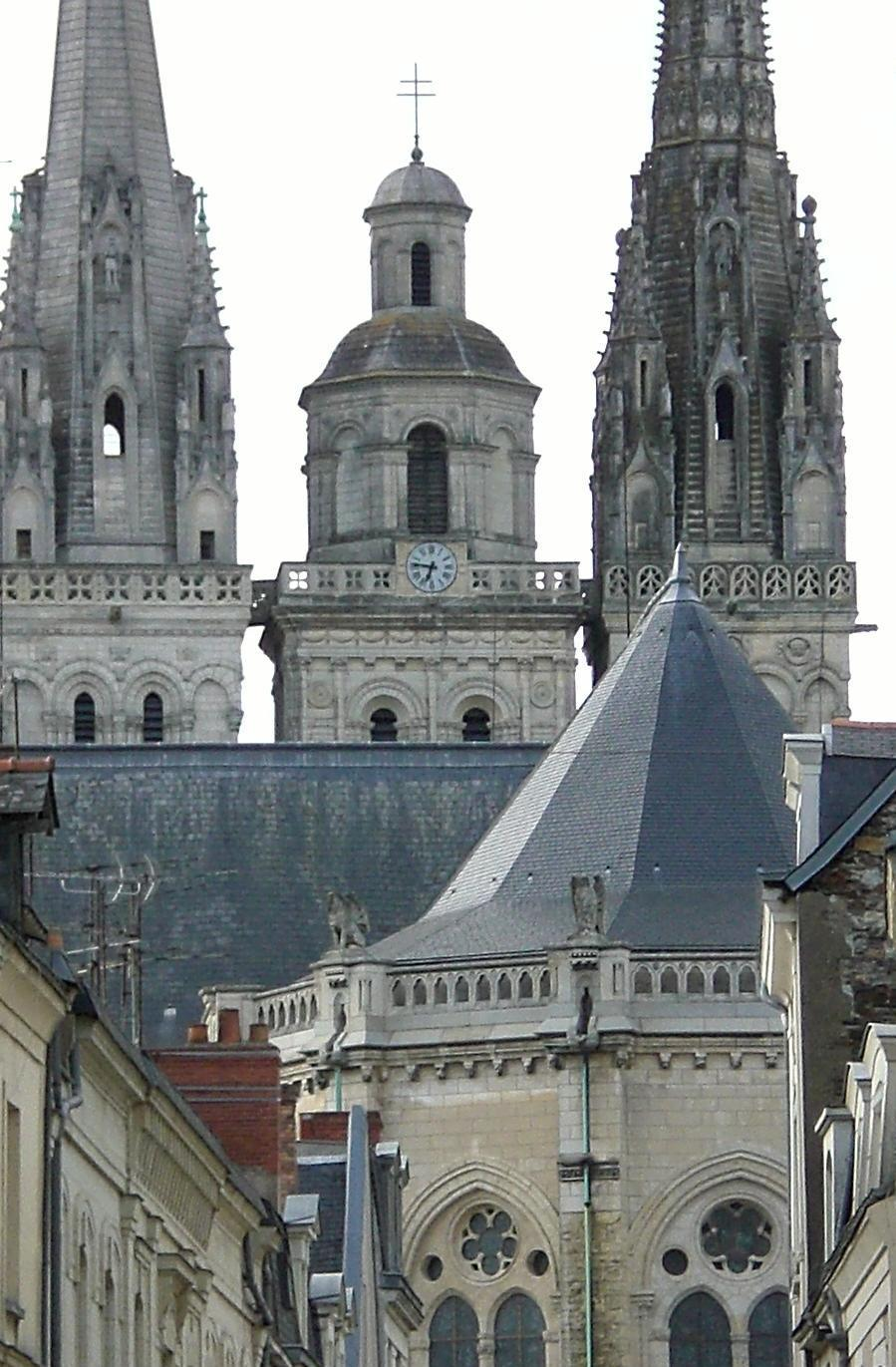
Croix d'Anjou sur le clocheton central de la cathédrale.

### Intérieur

Nef
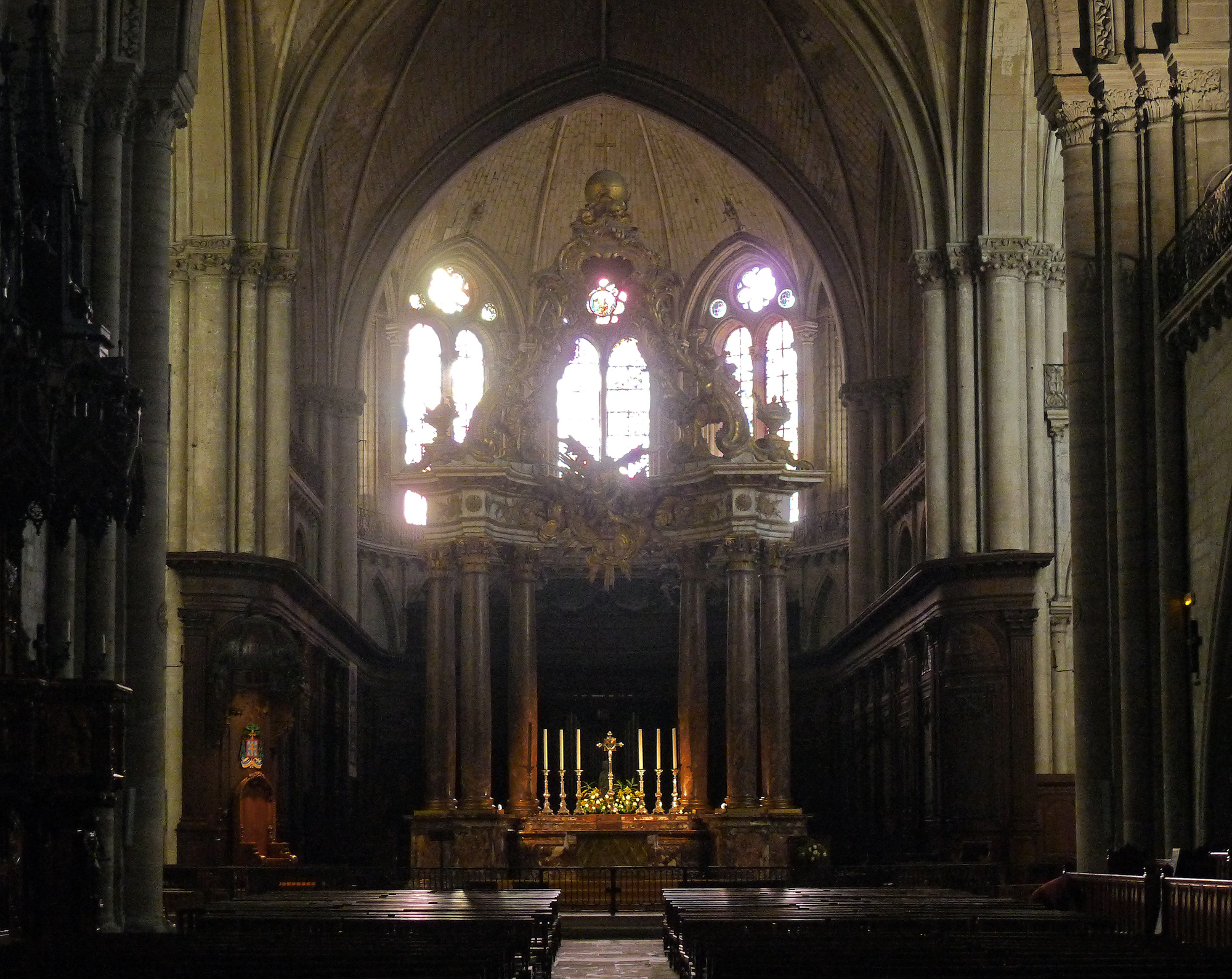

Le maître-autel à baldaquin avec sa gloire sommitale, en bois doré de style baroque, date de 1758 (Denis Gervais). Le baldaquin est inspiré par celui de la basilique Saint-Pierre à Rome et de celui de l'église Notre-Dame du Val-de-Grâce à Paris. La base et les deux colonnes sont en marbre de Saint-Berthevin. La partie supérieure est en chêne doré à la feuille d'or. L'autel du bras nord du transept est consacré à la Vierge, celui du bras sud à saint Maurice.

Maître-autel
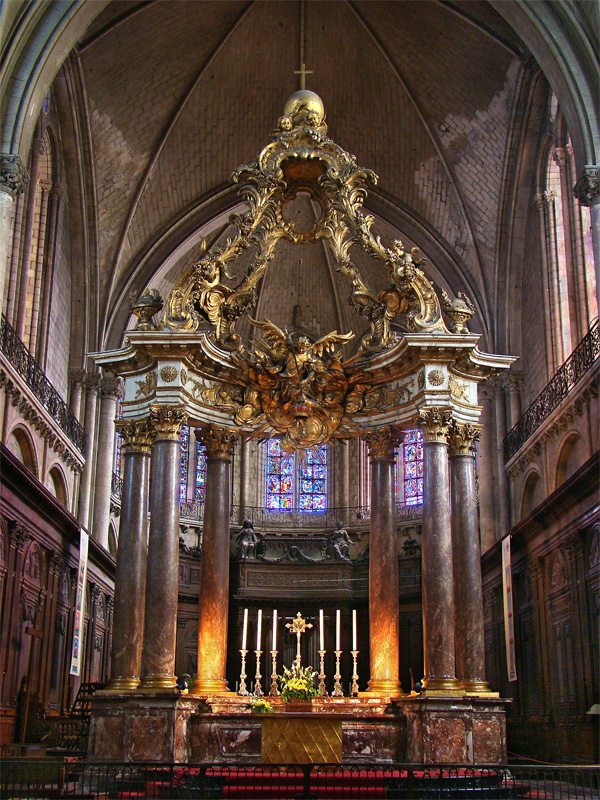
Le maître-autel et son baldaquin.
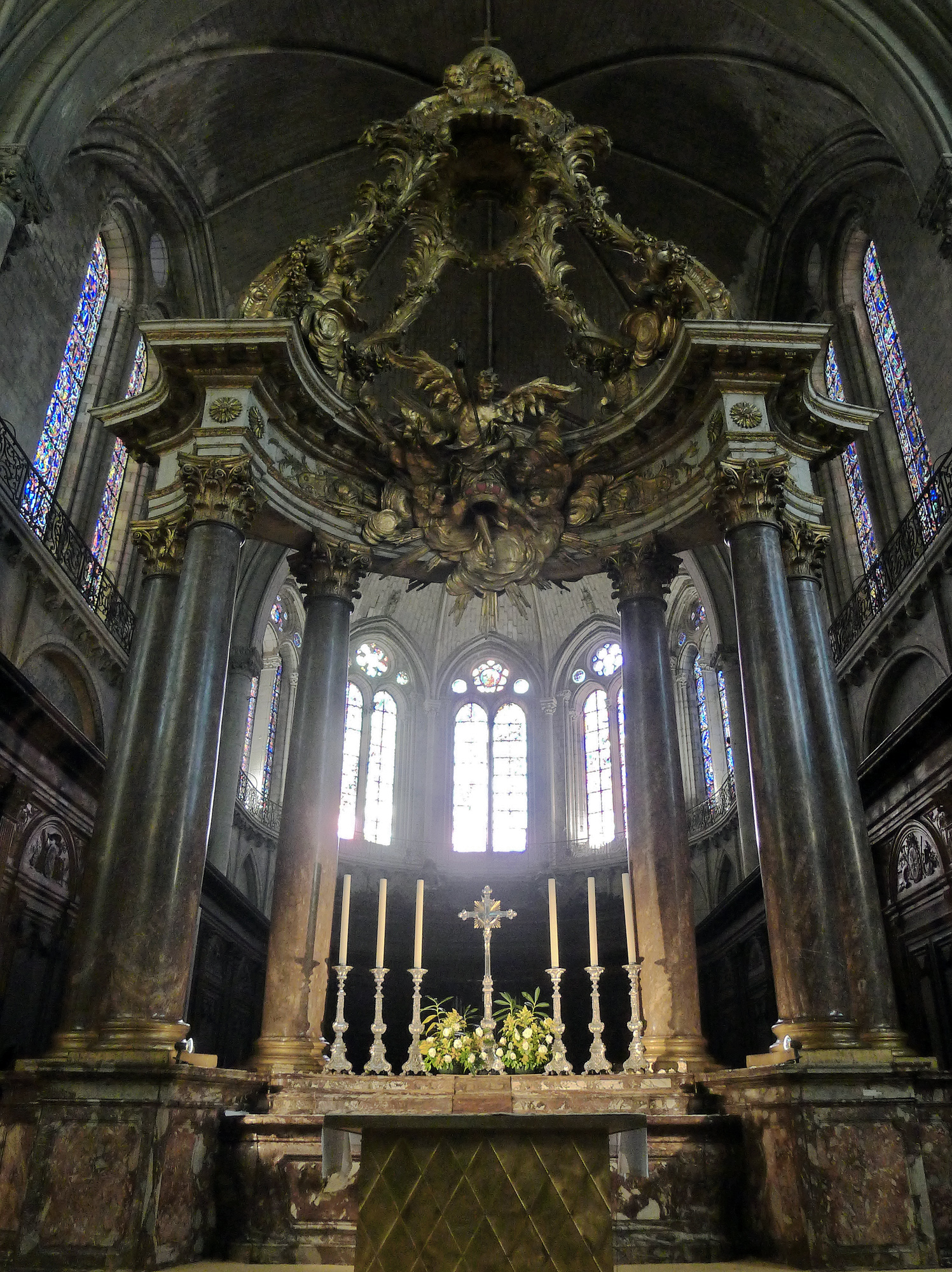

La chaire à prêcher date du milieu du XIXe siècle. Réalisée en trois ans par un prêtre artiste, l'abbé Choyer, elle relève du style néogothique revenu à la mode au début du XIXe siècle sous l'impulsion de l'architecte Eugène Viollet-le-Duc. Elle fut installée en 1870 et bénite par Charles-Émile Freppel en 1871.
La chaire de l'abbé Choyer représente l'Apocalypse, c'est-à-dire la fin d'un monde vers un monde nouveau. Elle possède deux sens de lecture : la partie supérieure représente l'Église glorieuse (Père, Fils et Saint-Esprit) et la partie basse illustre l'Église dans ses luttes terrestres (Adam, Noé et Abraham au centre, l'ancienne loi à gauche, des scènes du Nouveau Testament à droite). La partie à gauche représente quant à elle l'ancien testament : l'ancien monde tandis que la partie de droite représente le nouveau testament, le nouveau monde après l'arrivée de Jésus Christ sur Terre. Les différents panneaux à droite et à gauche se répondent. Il est possible d'observer des correspondances dans les messages transmis.
Face à la chaire se trouvent les stalles de la cathédrale.

Chaire et stalles
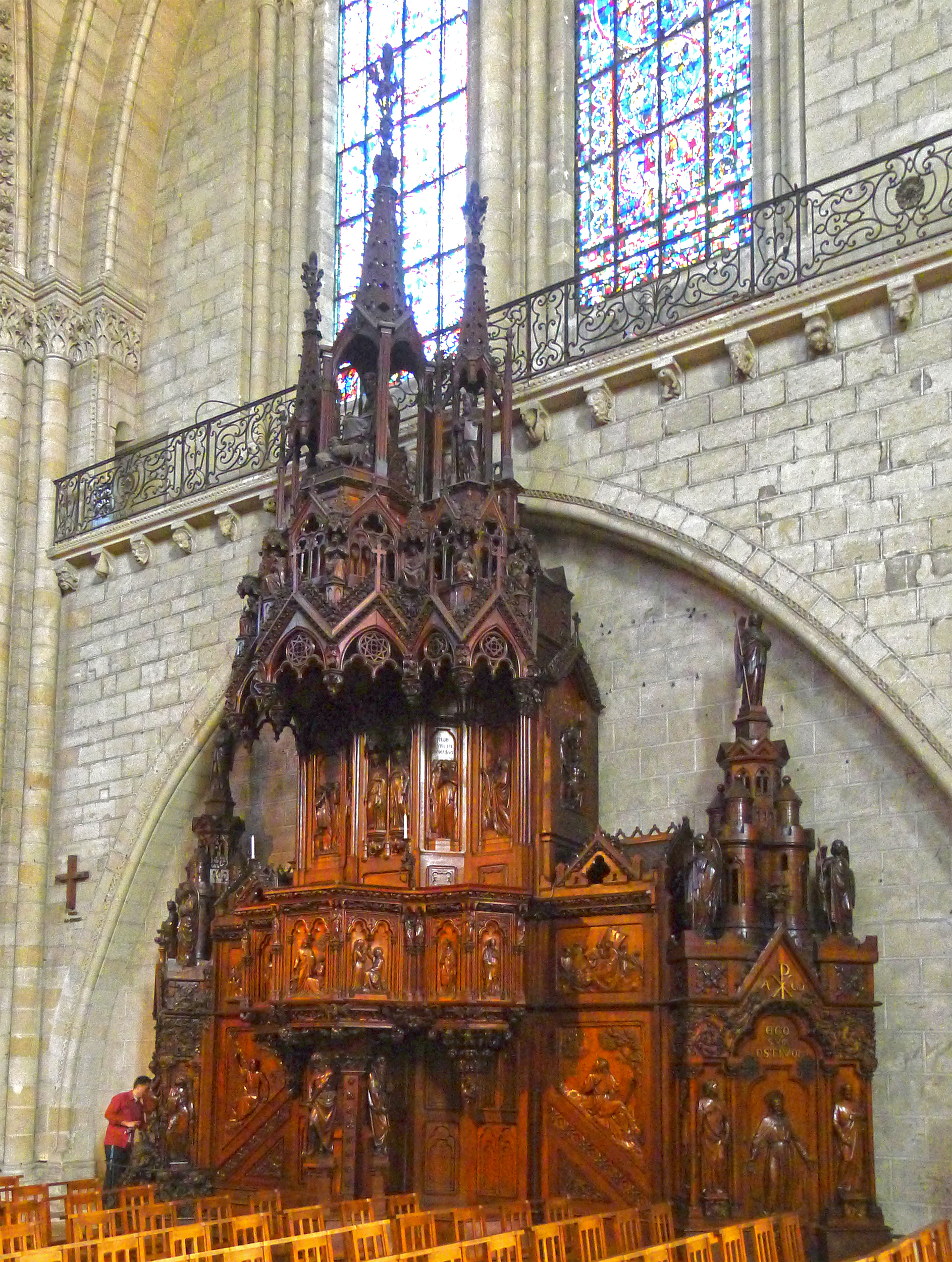
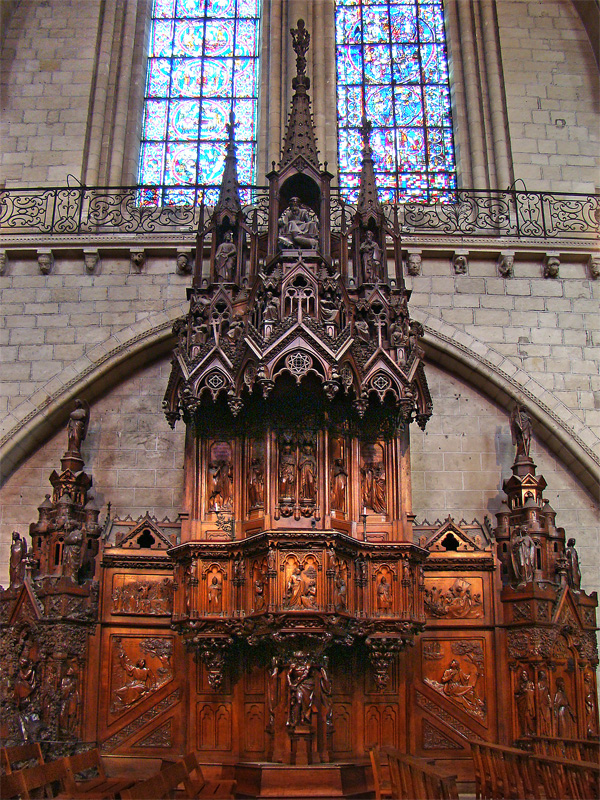
La chaire.
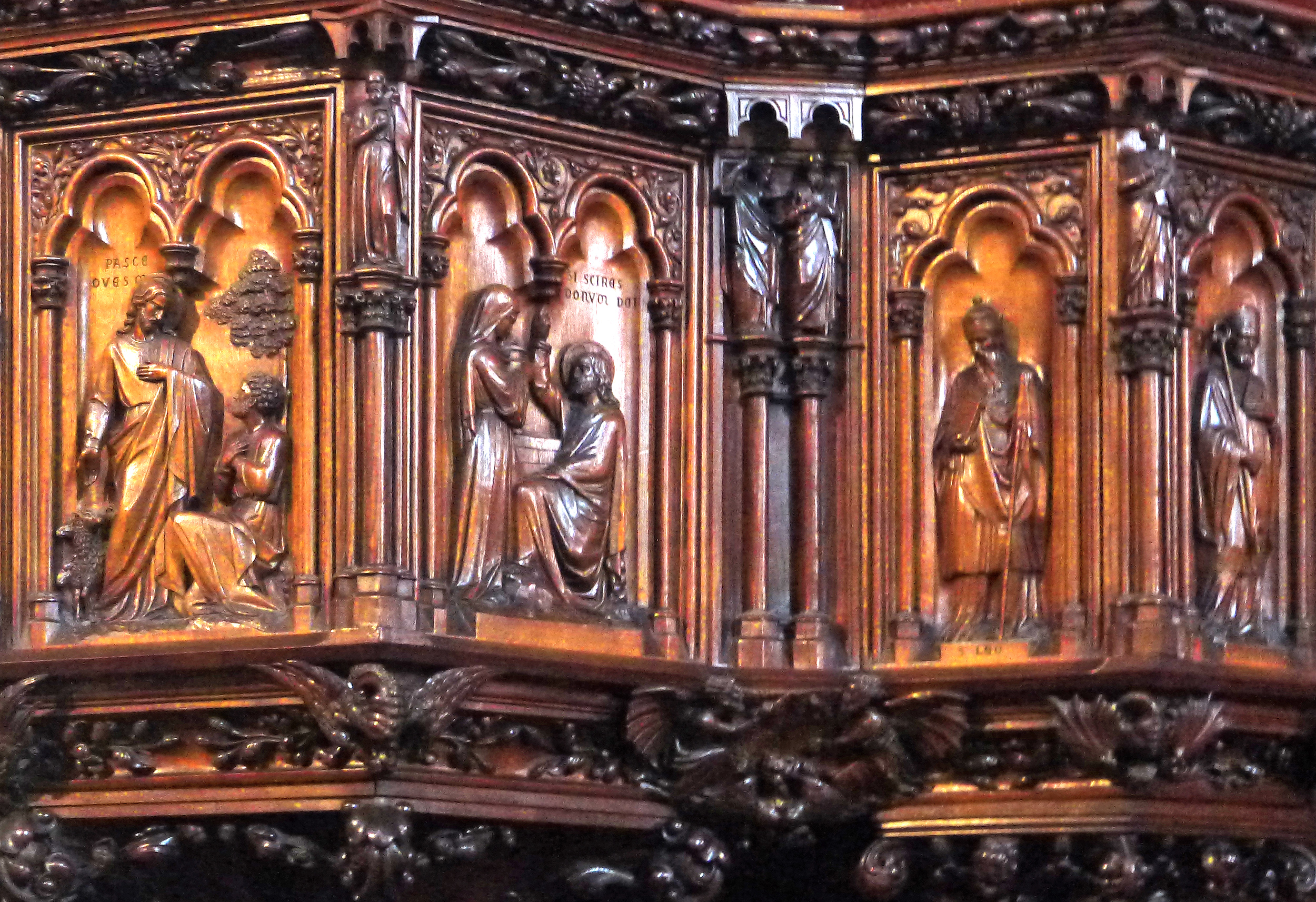
Détail.
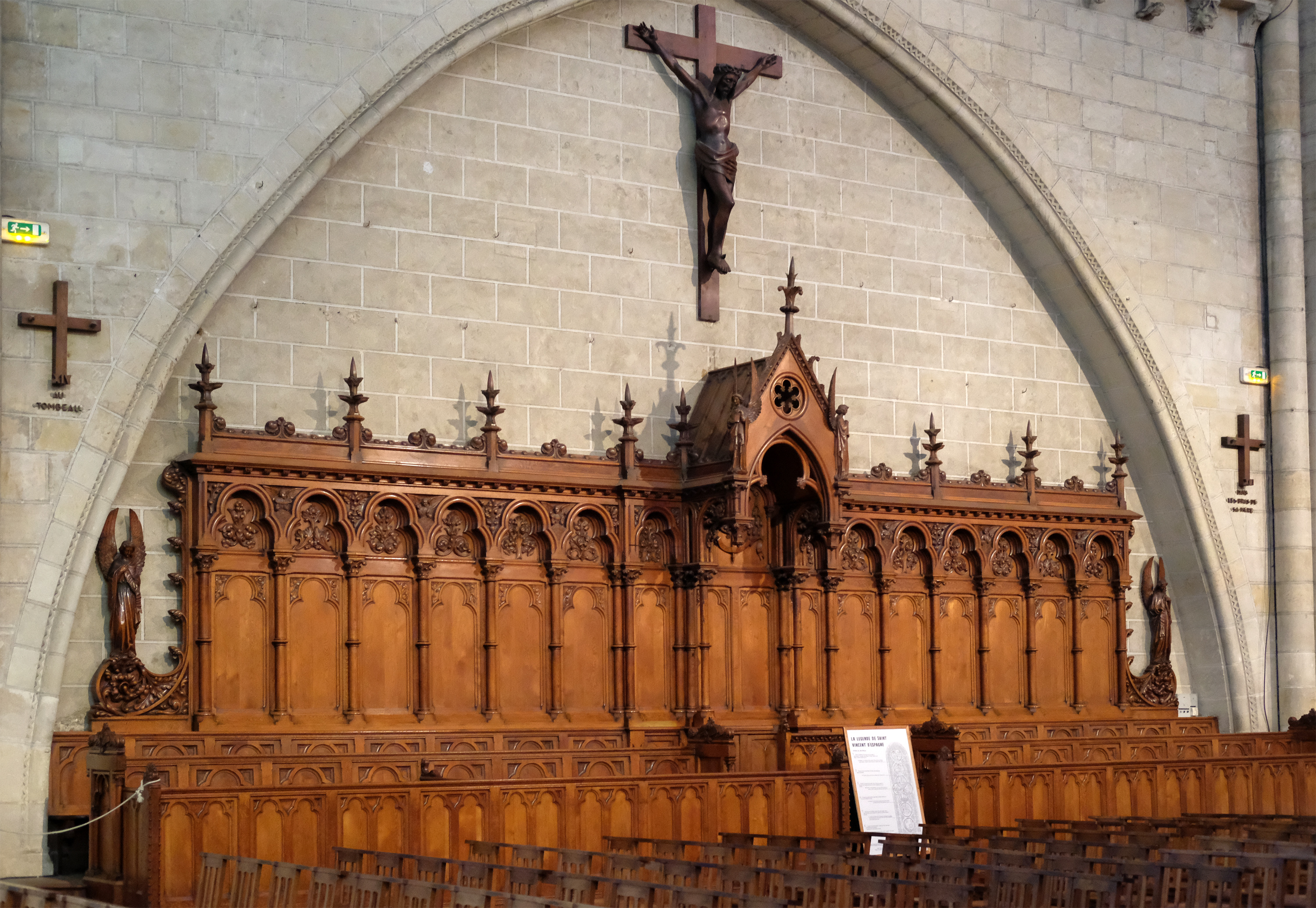
Stalles.

Monuments funéraires
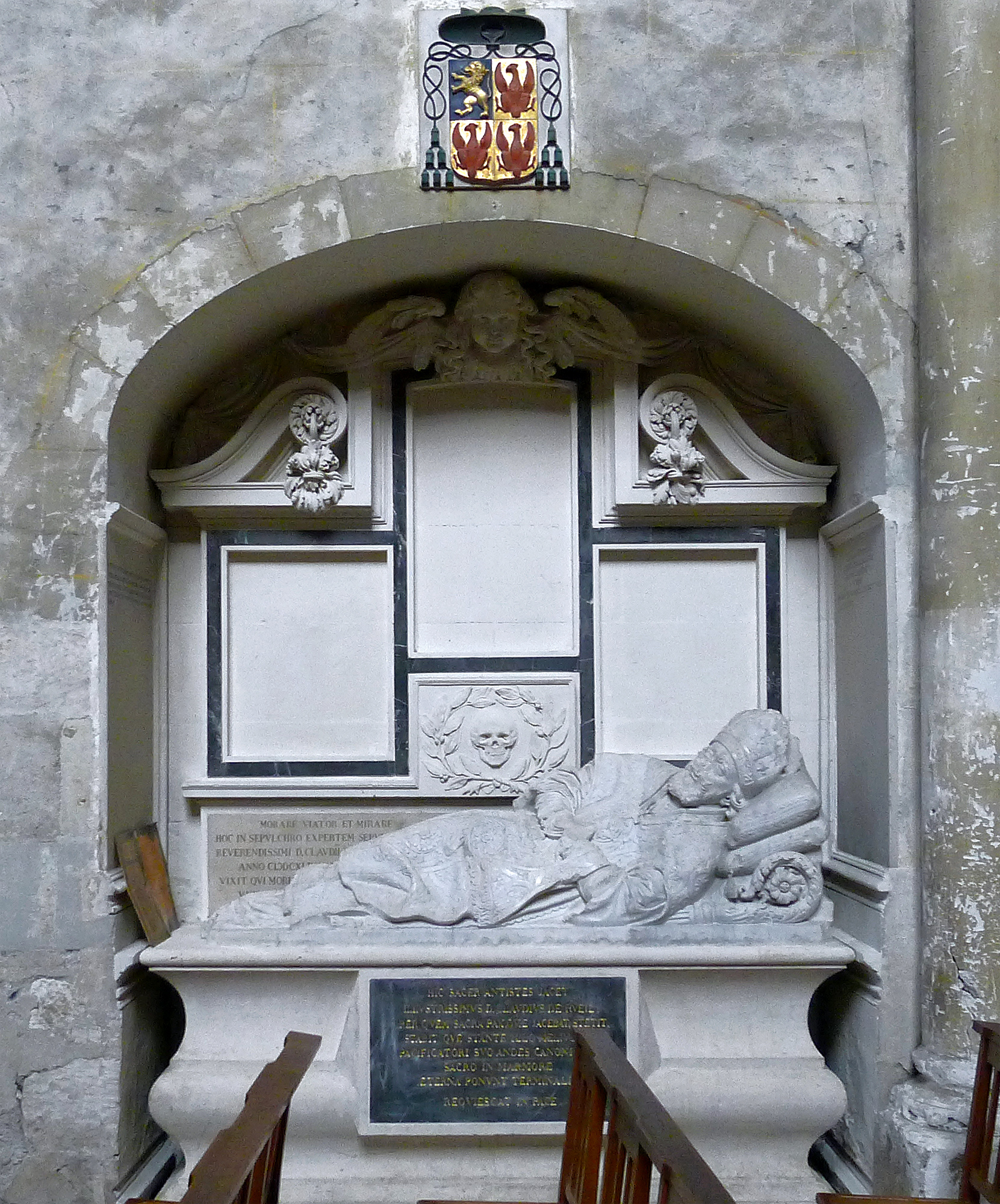
Tombeau commun à Claude de Rueil, évêque d'Angers, mort en 1649, Martin Ruzé, conseiller d'État et Guillaume Ruzé, évêque d'Angers, mort en 1587.
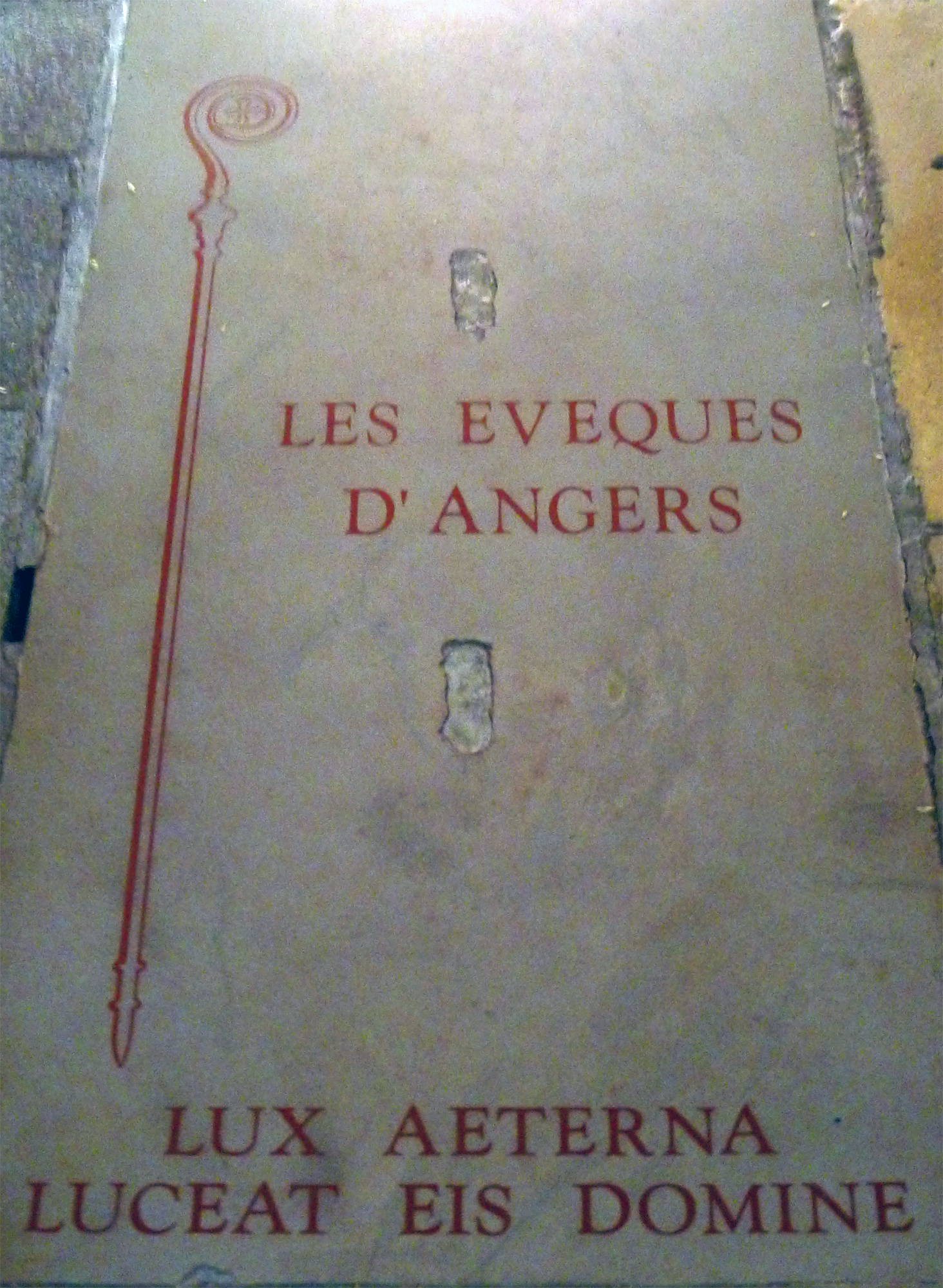
Plaque commémorative des évêques d'Angers.

### Orgue
Le premier orgue a été construit en 1416 par Jean Chabenbel dont le buffet est dû à Jean Le Flamand. Il a été consumé dans l'incendie du 7 juillet 1451 et aussitôt remplacé.
Un nouvel orgue a été construit en 1507-1513 par Ponthus Jousseline grâce aux libéralités de la reine Anne de Bretagne. Il a été détruit par deux incendies (en 1533 et 1617) et chaque fois reconstruit.
La tribune (avec les atlantes) et le grand buffet ont été érigés par Pierre-Étienne Surugue de 1742 à 1748 avec un orgue reconstruit par Jean Dangeville (1714-1779), facteur d'orgue d'origine parisienne. La destruction du narthex de la cathédrale nécessitait l'installation d'une nouvelle soufflerie, hélas défectueuse.
Au début de 1869, l'évêque d'Angers Guillaume Angebault demande à Aristide Cavaillé-Coll de dresser un état des orgues et de présenter un devis des réparations nécessaires. Le devis est présenté le 17 février 1869 et se monte à 55 900 francs. Il est approuvé par le Garde des sceaux, ministre de la justice et des cultes le 27 juin 1870. Les travaux commencent immédiatement et continuent pendant la guerre franco-allemande de 1870. Il est inauguré le 28 août 1873. Il a été durement éprouvé par les bombardements de 1944. L’instrument a été alors réparé et électrifié de 1957 à 1959, par les établissements Beuchet-Debierre spécialisés en facteur d'orgues ; ce nouvel orgue a été inauguré en novembre 1959 par l'organiste Marcel Dupré. La tribune ainsi que le buffet sont classés monuments historiques depuis mars 1977.
Au XXIe siècle l'orgue comprend trois claviers et un pédalier pour 65 jeux. Il y a entre 4 500 et 5 000 tuyaux de toutes tailles.
Le 2 février 2025, après trois ans de travaux, Emmanuel Delmas procède au réveil et à la bénédiction du grand orgue.

Orgue de tribune
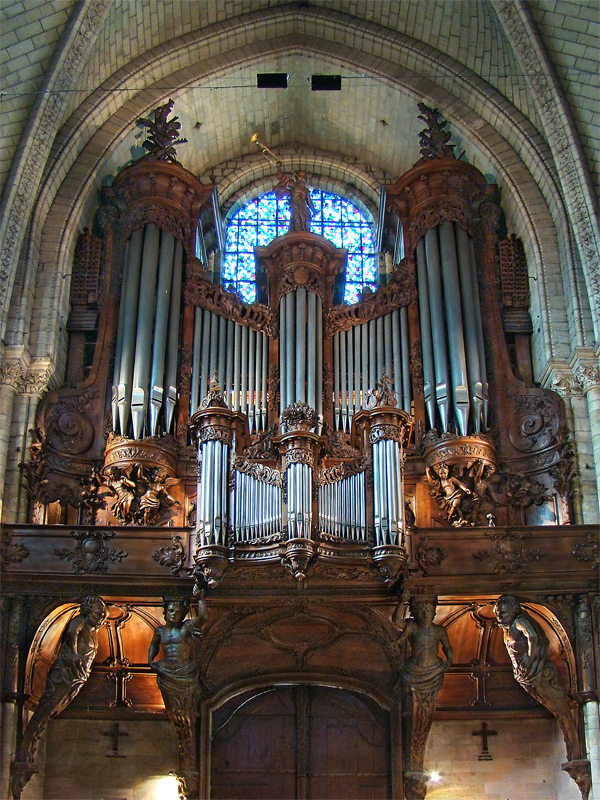
Les grandes orgues de tribune.
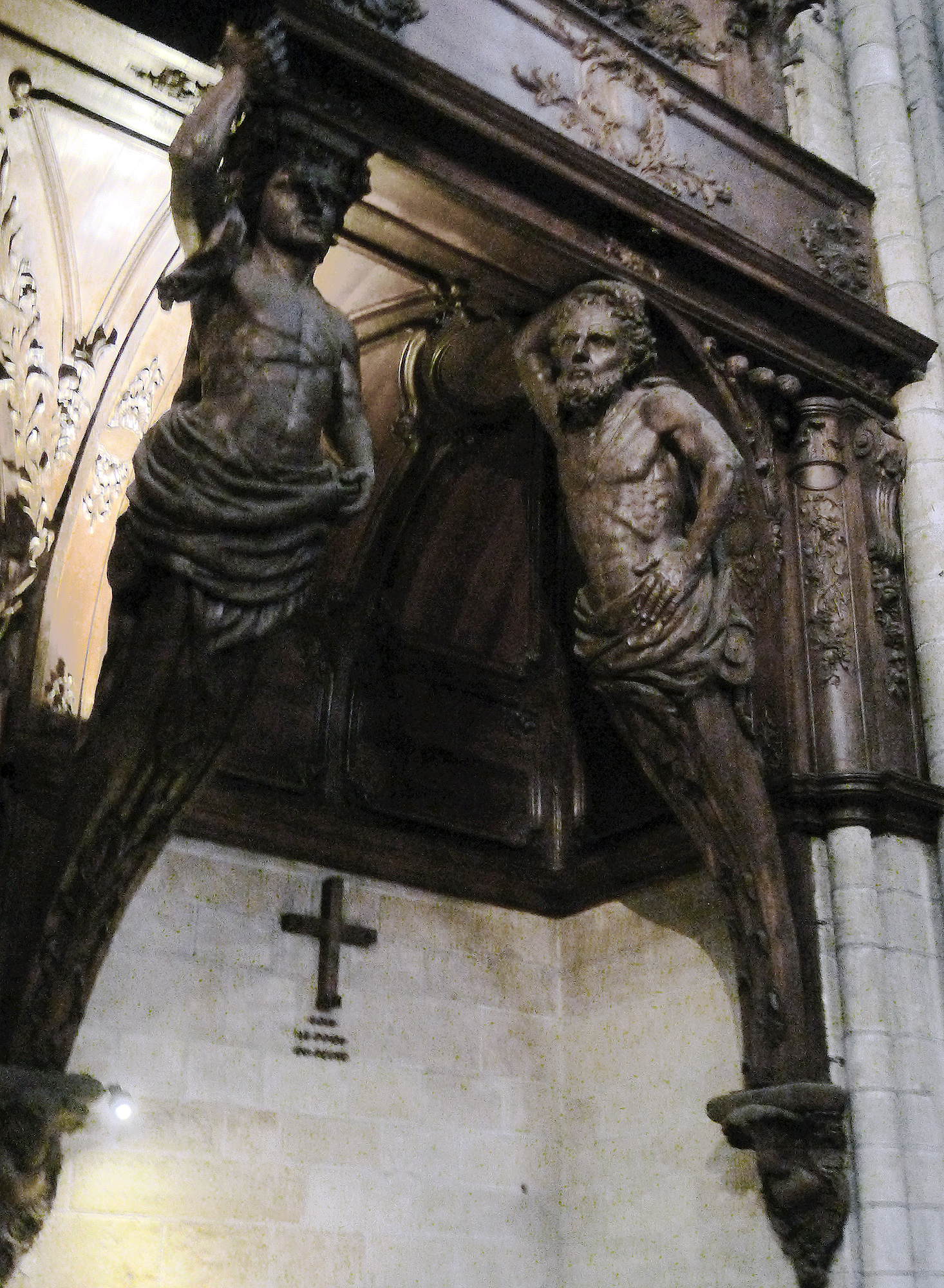
Détail du buffet.

### Composition
| I - Positif    |
| Quintaton 16'  |
| Montre 8'      |
| Bourdon 8'     |
| Unda Maris 8'  |
| Prestant 4'    |
| Flûte douce 4' |
| Quinte 2 2/3'  |
| Doublette 2'   |
| Cornet 8' V    |
| Fourniture III |
| Cymbale III    |
| Trompette 8'   |
| Cromorne 8'    |
| Clairon 4'     |

| II - Grand-Orgue        |
| Montre 16'              |
| Bourdon 16'             |
| Montre 8'               |
| Bourdon 8'              |
| Flûte harmonique 8'     |
| Salicional 8'           |
| Grosse Quinte 5 1/3'    |
| Prestant 4'             |
| Flûte 4'                |
| Quinte 2 2/3'           |
| Doublette 2'            |
| Tierce 1 3/5'           |
| Grand Cornet 16' V      |
| Plein-jeu IV            |
| Cymbale III             |
| Bombarde 16'            |
| Trompette 8'            |
| Clairon 4'              |
| Trompette en chamade 8' |
| Clairon en chamade 4'   |

| III - Récit expressif   |
| Bourdon 16'             |
| Principal 8'            |
| Quintaton 8'            |
| Viole de gambe 8'       |
| Voix céleste 8'         |
| Flûte harmonique 8'     |
| Prestant 4'             |
| Flûte octaviante 4'     |
| Nazard 2 2/3'           |
| Octavin 2'              |
| Tierce 1 3/5'           |
| Fourniture IV           |
| Cymbale IV              |
| Bombarde acoustique 16' |
| Trompette 8'            |
| Basson-Hautbois 8'      |
| Voix humaine 8'         |
| Clairon 4'              |

| Pédale                  |
| Soubasse 32'            |
| Contrebasse 16'         |
| Bourdon 16'             |
| Violoncelle 8'          |
| Bourdon 8'              |
| Flûte 8'                |
| Octave 4'               |
| Doublette 2'            |
| Plein-jeu IV            |
| Bombarde acoustique 32' |
| Bombarde 16'            |
| Trompette 8'            |
| Clairon 4'              |

## Œuvres principales
Parmi les œuvres significatives présentes au sein de la cathédrale, on trouve :
- Un ensemble sculpté influencé par le portail royal de Chartres ;
- Un décor peint du XIIIe siècle découvert aux alentours de 1980 et présentant la vie de saint Maurille ;
- Une verrière de la vie de saint Julien (située dans le transept), considérée comme un chef-d’œuvre de la peinture sur verre du XIIIe siècle français ;
- Des vitraux, notamment les deux rosaces, des transepts d'une grande richesse, réalisées par le maître verrier André Robin en 1451. La rénovation d'un certain nombre de vitraux dans les années 1960 fut réalisée par le maître-verrier Jacques Le Chevallier. Les rosaces ont pour thème l'Apocalypse, tout comme la chaire[réf. nécessaire] ;
- En 1453, le maître d'œuvre Guillaume Robin refait le pavage du transept nord de la cathédrale. Il édifie également dans la cathédrale, l'escalier à une volée droite d'accès à la bibliothèque, dans le transept sud. Il travaille à la construction de la cathédrale d'Angers à la même époque que le maître-verrier André Robin qui posa les vitraux de la cathédrale ;
- le Retable Beaussant, crucifixion, pietà et donateur, peinture sur bois, de 149 × 241 cm, attribué au Maître du Retable Beaussant, donné par le général François Beaussant en 2004. Il était recouvert par une peinture de l'Assomption datée de 1699. Cette peinture a été dégagée lors d'une restauration pour laisser apparaître la peinture originelle[9] ;
- La peinture Saint Louis prisonnier à Damiette, de Félix Auvray, en dépôt à la cathédrale et exposée dans le transept, près de Saint Louis et ses trois intimes.

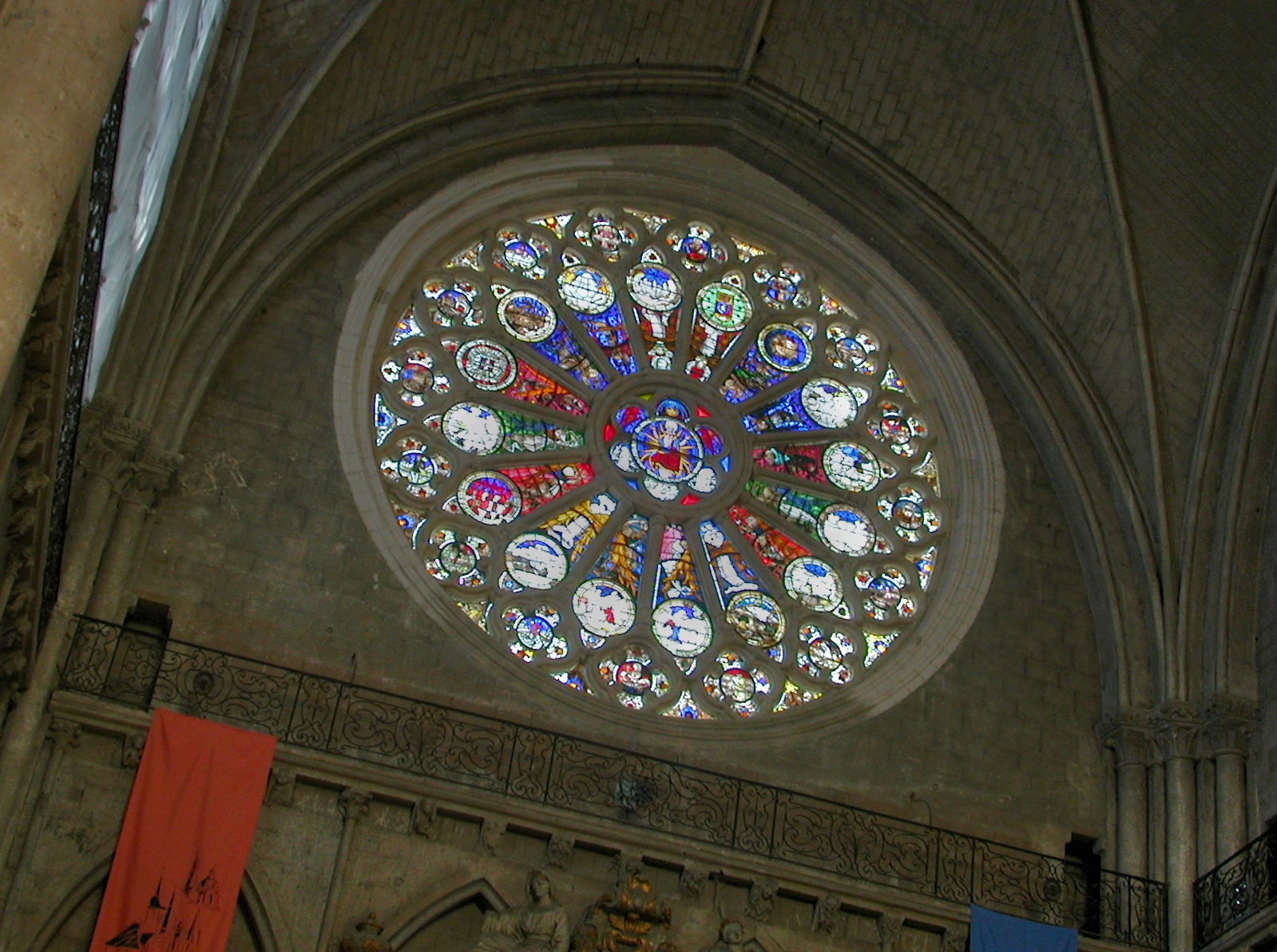
Rosace nord, André Robin (1451).
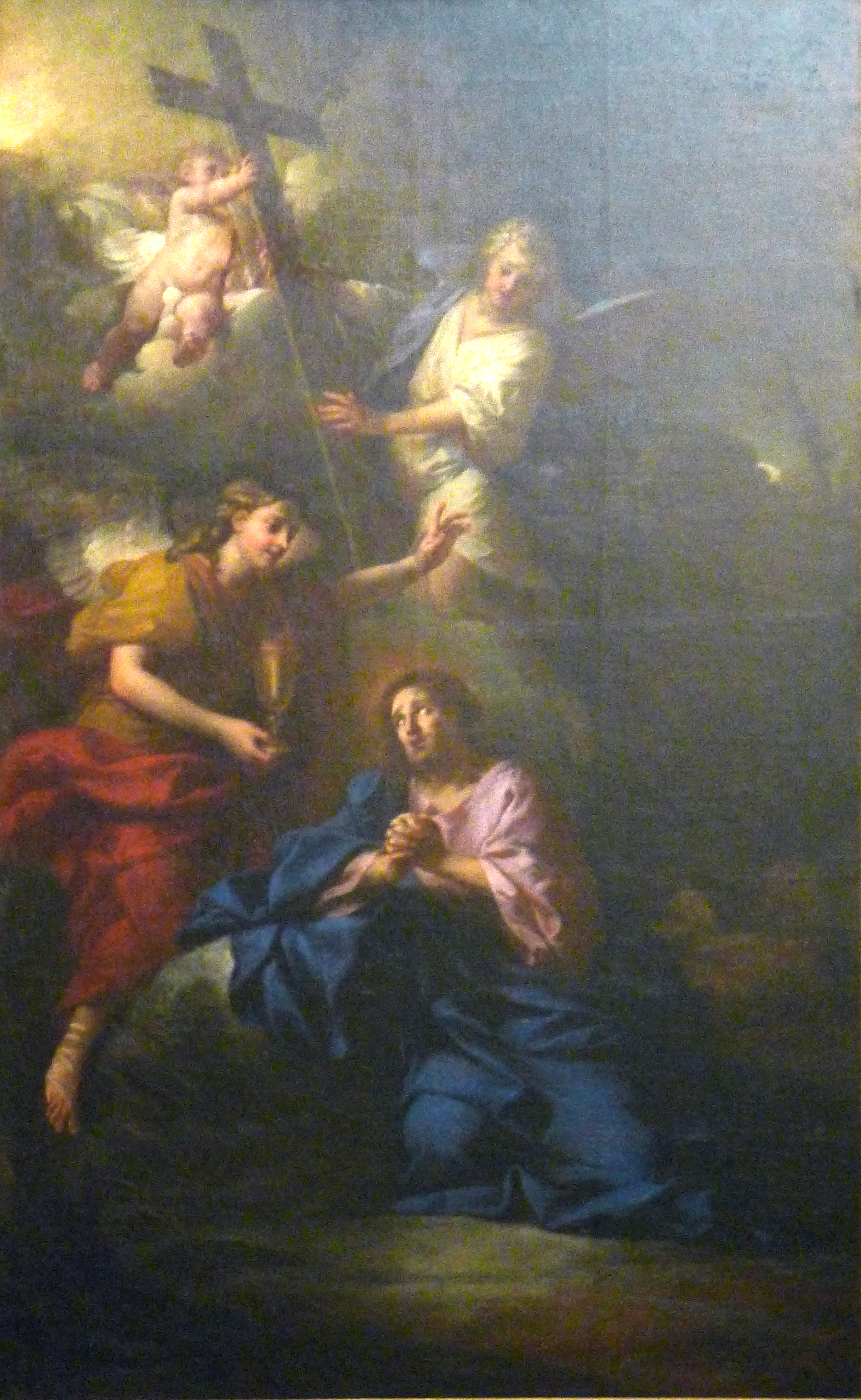
Jésus au mont des Oliviers, Jacques-Pierre Cazes (1754).
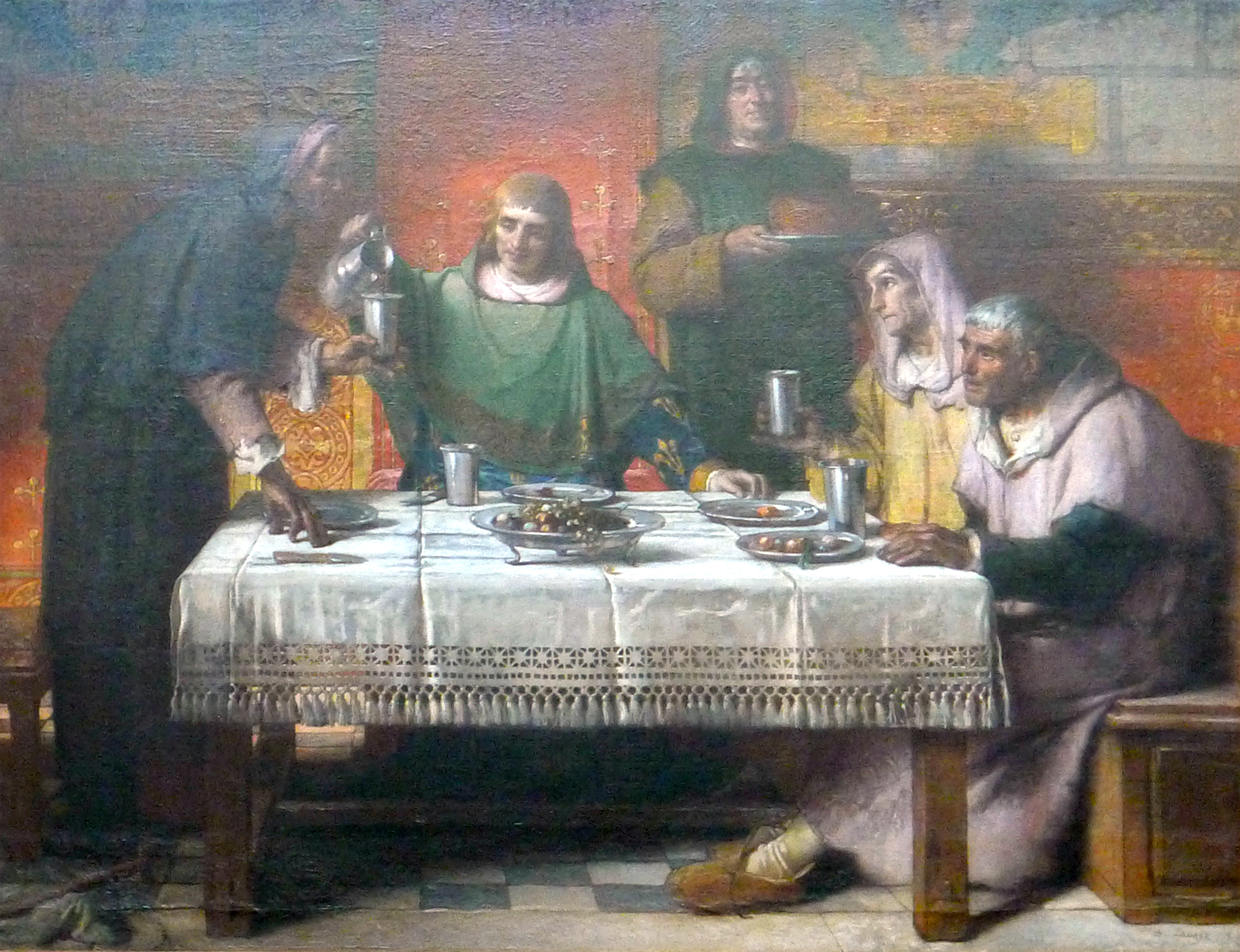
Saint Louis et ses trois intimes, tableau de M.Laugiée donné par l'État en 1875.
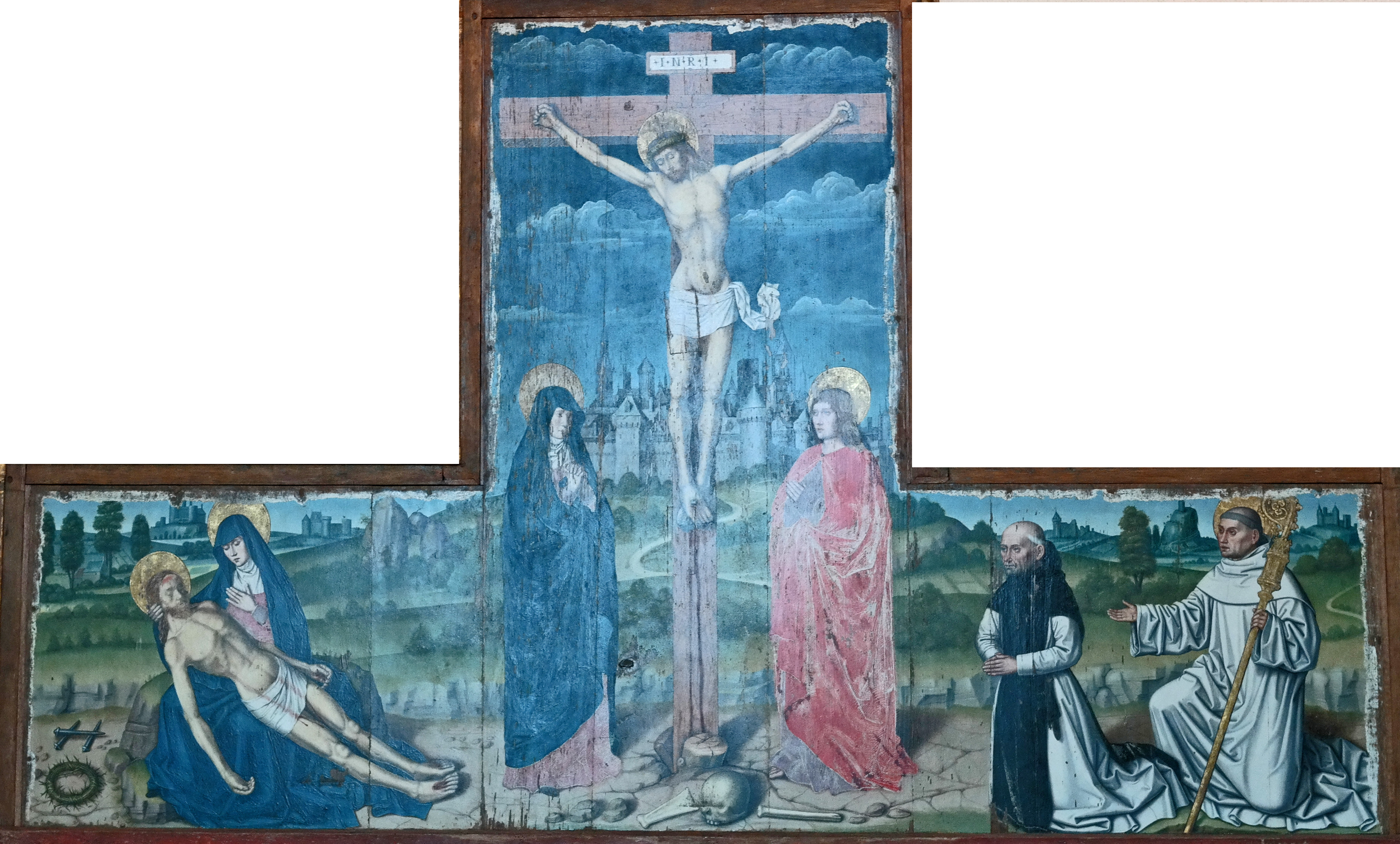
Retable de la Crucifixion, avec une Pietà à gauche et le donateur à droite (v. 1480), Maître du Retable Beaussant.
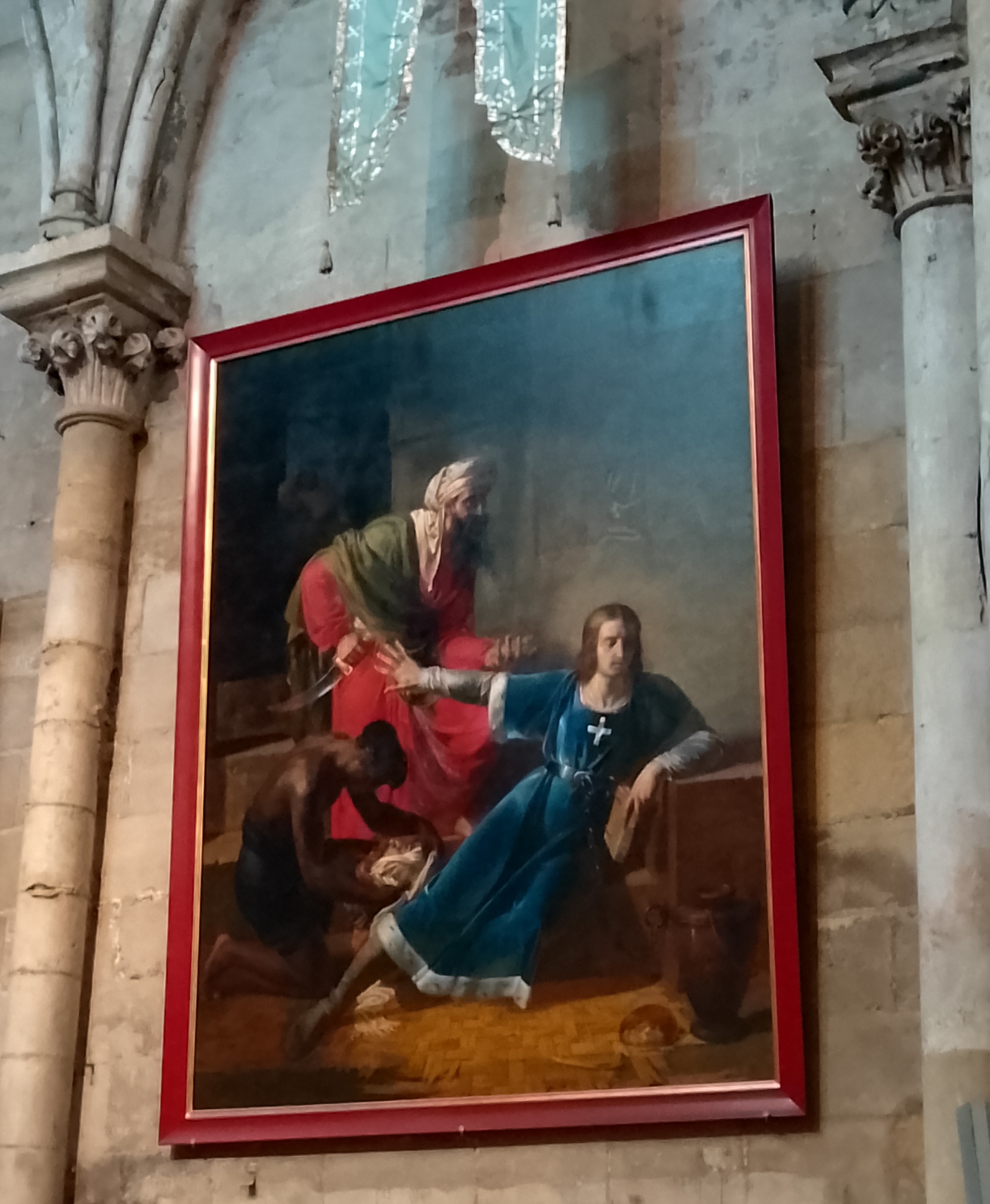
Saint Louis prisonnier à Damiette, Félix Auvray, (1824).

## Les cloches

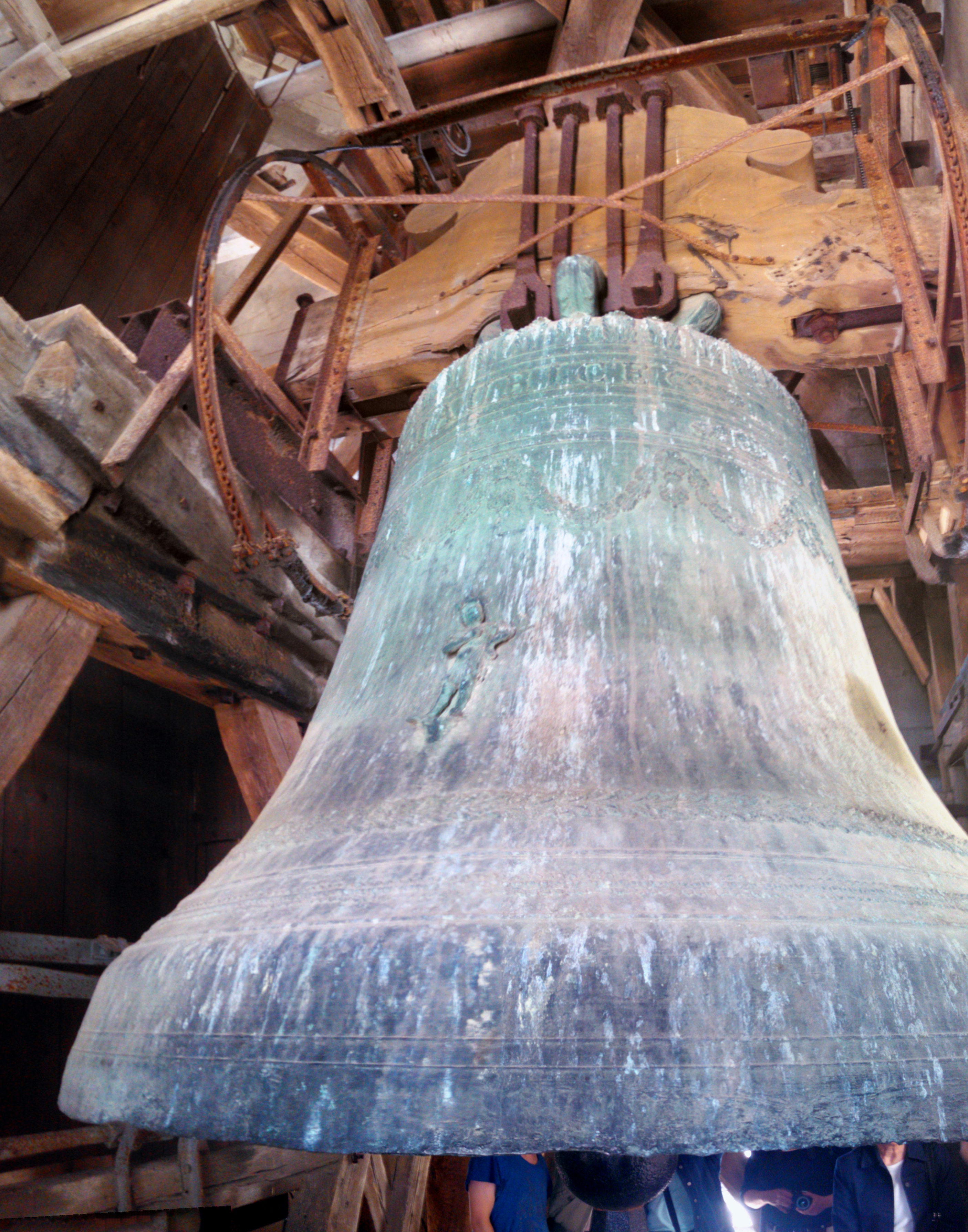
Le bourdon "Maurice".

Le clocher comprend 9 cloches :
- la cloche 1 s'appelle "Maurice" a été fondue par Besson et pèse 6 700 kg. Elle chante le sol 2, mais ne sonne plus, étant félée ;
- la cloche 2 s'appelle "Guillaume-Marie" et chante le do 3 ;
- la cloche 3 s'appelle "Noël Pinot" et chante le ré 3 ;
- la cloche 4 s'appelle "Jeanne Delanoue" et chante le mi 3 ;
- la cloche 5 s'appelle "Renée Henriette Gabriel" et chante le fa 3 ;
- la cloche 6 chante le sol 3 ;
- la cloche 7 chante le la 3 ;
- la cloche 8 chante le si 3 ;
- la cloche 9 chante le do 4.